# Provincia di Bergamo
La provincia di Bergamo è una provincia italiana della Lombardia di 1 115 893 abitanti, con capoluogo Bergamo. Situata al centro della regione, si estende su una superficie di 2 722,86 km² e con i suoi 243 comuni rappresenta la terza provincia d'Italia per numero di suddivisioni comunali, dopo quella di Torino e di Cuneo, e l'ottava per popolazione.
Confina a nord con la provincia di Sondrio, a ovest con la città metropolitana di Milano, con la provincia di Lecco e per un piccolo tratto con la provincia di Monza e della Brianza, a sud con la provincia di Cremona e a est con la provincia di Brescia. Gli uffici amministrativi si trovano nel palazzo in via Torquato Tasso.

## Geografia fisica

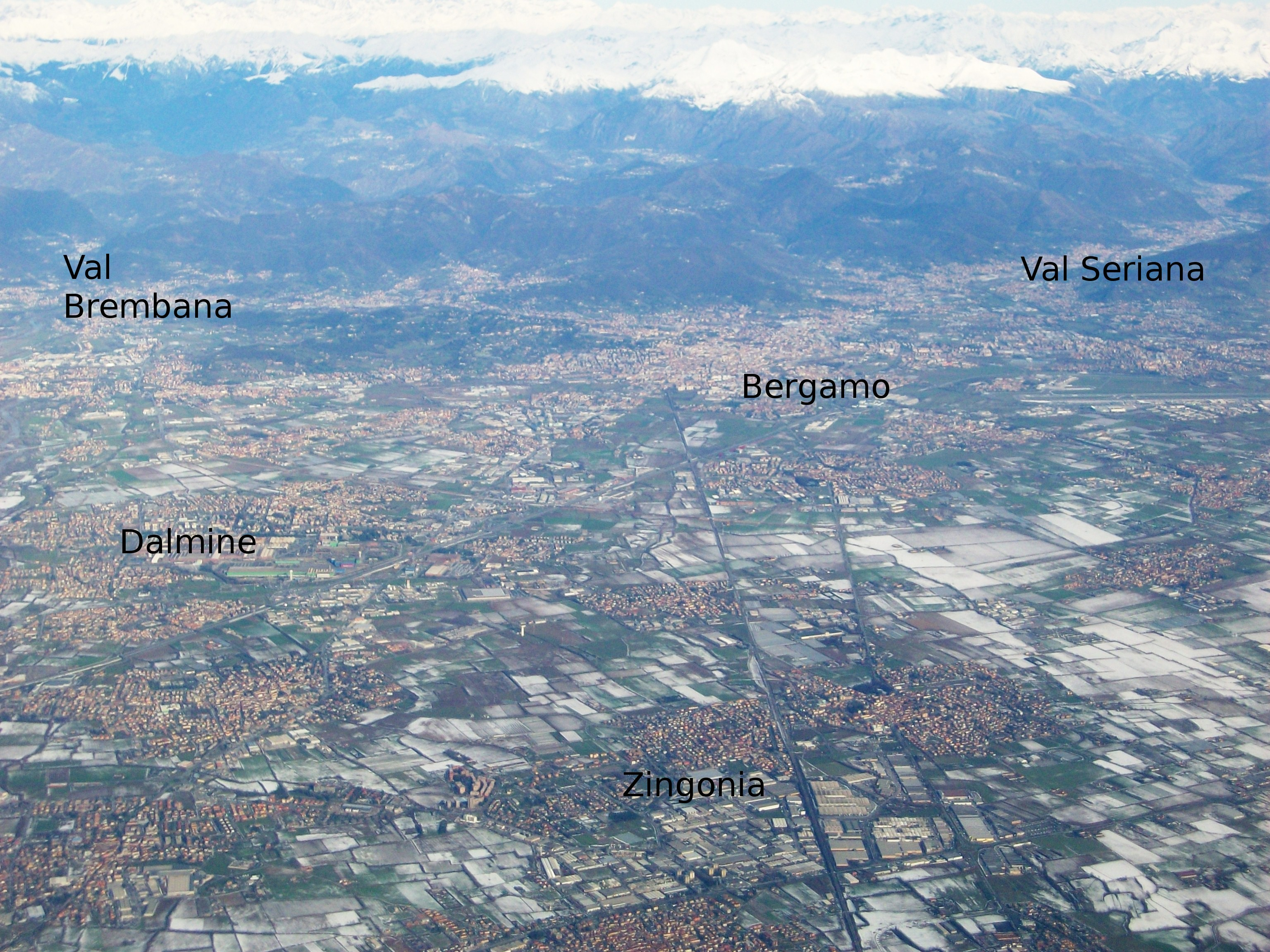
Visuale area della città di Bergamo e delle immediate vicinanze, con indicazione dei principali centri urbani

(Torquato Tasso, XVI secolo.)

### Territorio
La provincia di Bergamo è situata nella parte centro-orientale della Lombardia. Il confine occidentale è segnato dallo spartiacque tra i bacini dell'Adda e del Lago di Como a nord e dal fiume Brembo a sud. Il confine settentrionale segue lo spartiacque principale delle Alpi Orobie. Il confine orientale segue prima lo spartiacque tra la Val di Scalve e la Val Camonica, quindi il Lago d'Iseo e il fiume Oglio. Il confine meridionale è sostanzialmente convenzionale.
La provincia di Bergamo occupa una superficie di 2.745,94 km² e possiede una morfologia variabile da 3.050 m sul livello del mare a 82 m.
La parte settentrionale della provincia è essenzialmente montuosa, occupa il 64% della superficie e qui si trovano le principali valli bergamasche: la Val Seriana (attraversata dal Serio), la Val Brembana (Brembo), la Valle Imagna (Imagna), la Val di Scalve (Dezzo), la Val San Martino (condivisa con la Provincia di Lecco) (Adda) e la Val Cavallina (Cherio). Ognuna di queste valli ha a sua volta diramazioni più piccole, ad esempio le principali diramazioni della Val Seriana sono la Val Gandino, la Val del Riso e la Val Borlezza, mentre quelle della Val Brembana sono la Val Brembilla, la Val Serina e la Val Taleggio.
Andando verso sud si trova una fascia collinare con una superficie del 12% che comprende la porzione settentrionale dell'Isola bergamasca, i Colli di Bergamo e la Valcalepio, zona di produzione dei tipici vini bergamaschi. La zona collinare si estende per 70 km in larghezza, dall'Adda al lago di Iseo. La parte meridionale della provincia è compresa nella Pianura Padana di origine alluvionale che occupa una superficie del 24%, passando dall'alta fino alla media pianura che corrisponde alla fascia dei fontanili, questa zona viene comunemente chiamata Bassa Bergamasca, suddivisa in tre zone: l'Isola bergamasca fra l'Adda e il Brembo, la Gera d'Adda fra il Brembo e il Serio, e la Calciana fra il Serio e l'Oglio.

Mappa delle divisioni della provincia di Bergamo

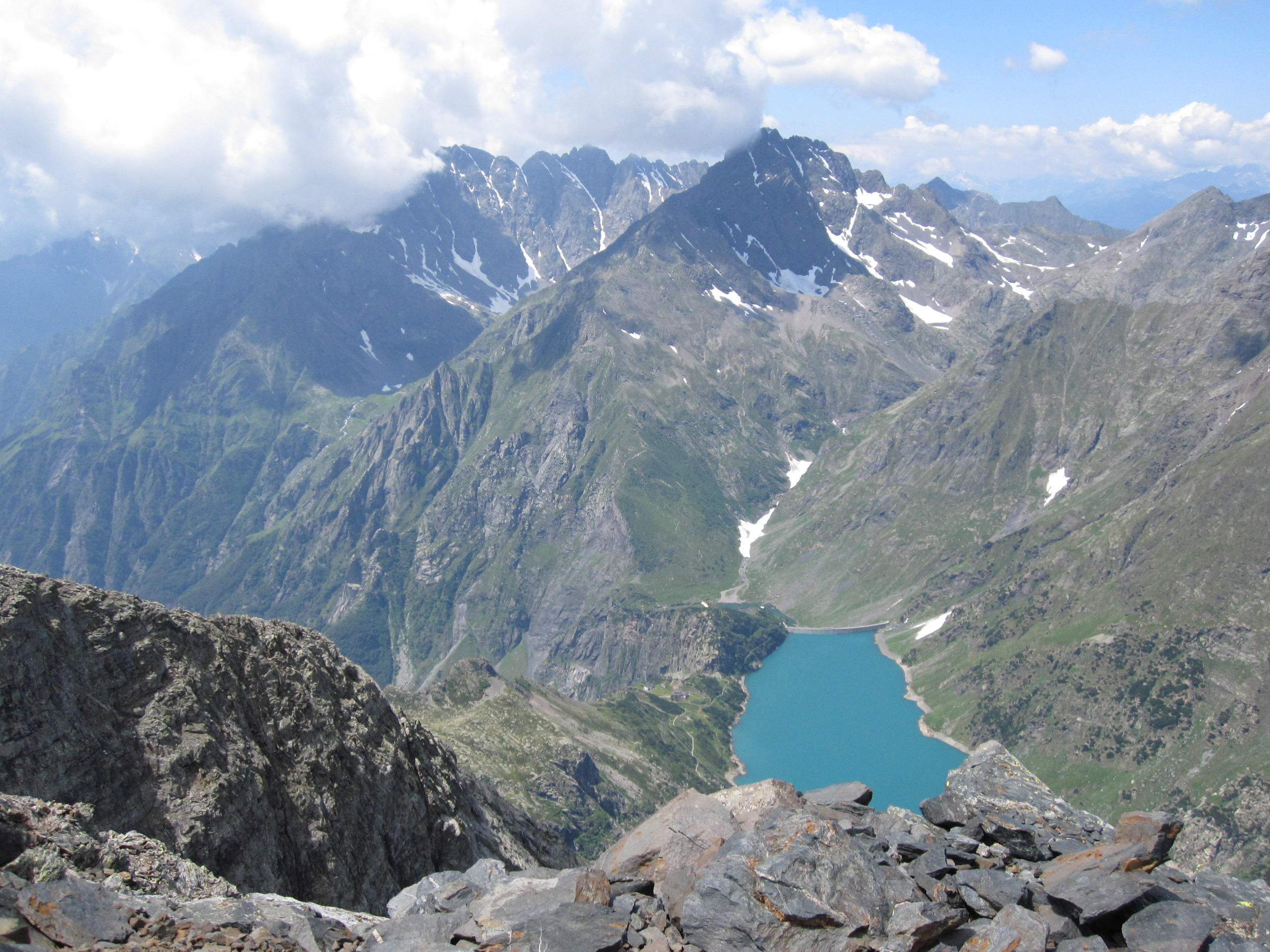
Pizzo Coca

### Rilievi
Il territorio della Provincia di Bergamo è per il 64% montuoso.
La provincia di Bergamo comprende le Alpi e Prealpi Bergamasche costituite dalle Alpi Orobie (Alta Valle Brembana e valli secondarie, Alta Valle Seriana e valli secondarie, Valle di Scalve) e dalle Prealpi Orobie (Valle Imagna, Bassa e Media Valle Brembana e diramazioni secondarie, Bassa e Media Valle Seriana e diramazioni secondarie, Parco dei Colli di Bergamo).
Su queste dorsali si innalzano alcuni massicci calcareo-dolomitici, caratteristici del panorama orobico ad esempio il massiccio della Presolana. La maggior parte del territorio delle Alpi Orobie e Prealpi Orobie si trova in Provincia di Bergamo. Secondo la Suddivisione Orografica delle Alpi SOIUSA le Alpi e Prealpi Bergamasche costituiscono una sezione alpina a sé stante.
Le vette più alte della provincia sono situate sul confine con la provincia di Sondrio, tra queste le altitudini maggiori le troviamo sulle Alpi Orobie Orientali. Le principali sono il Pizzo Coca (3.050 m), il Pizzo Redorta (3.038 m), il Pizzo del Diavolo della Malgina (2.924 m), il Pizzo del Diavolo di Tenda (2.914 m), il monte Torena (2.911 m), il massiccio della Presolana, che domina sul comune di Castione della Presolana.
Gran parte delle Orobie è attraversata dal Sentiero delle Orobie.

### Idrografia

#### Fiumi

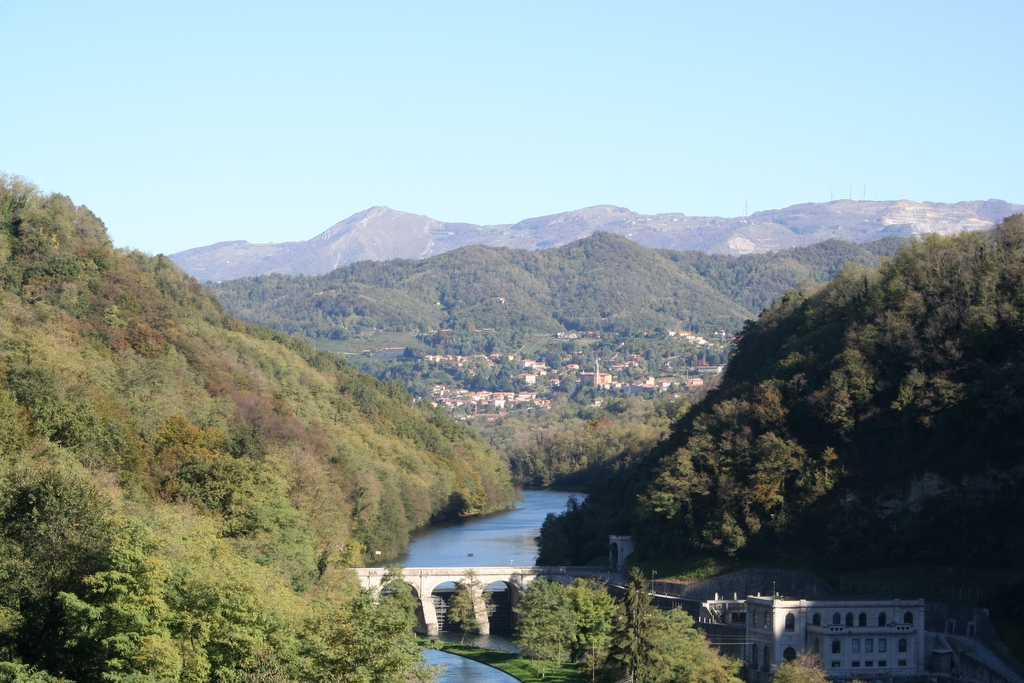
Fiume Adda

Il territorio della provincia è interamente compreso nel bacino idrografico del fiume Po e vi tributa per mezzo dei suoi affluenti Adda e Oglio.
Appartengono al bacino dell'Adda il Brembo con i suoi affluenti Brembilla, Imagna ed Enna e il Serio che sfocia nell'Adda in territorio cremasco a differenza del Brembo che confluisce nell'Adda tra i comuni di Brembate e Canonica d'Adda. Il lembo di terra compreso tra l'Adda e il Brembo è denominata isola bergamasca e la presenza dei due fiumi diede origine nell'Ottocento al villaggio industriale di Crespi d'Adda, che sfrutta la sua collocazione all'estremità sud dell'isola tra i due fiumi per generare energia.
Al bacino dell'Oglio tributano il Cherio, il Borlezza e il Dezzo che scorre nella Val di Scalve.

#### Laghi

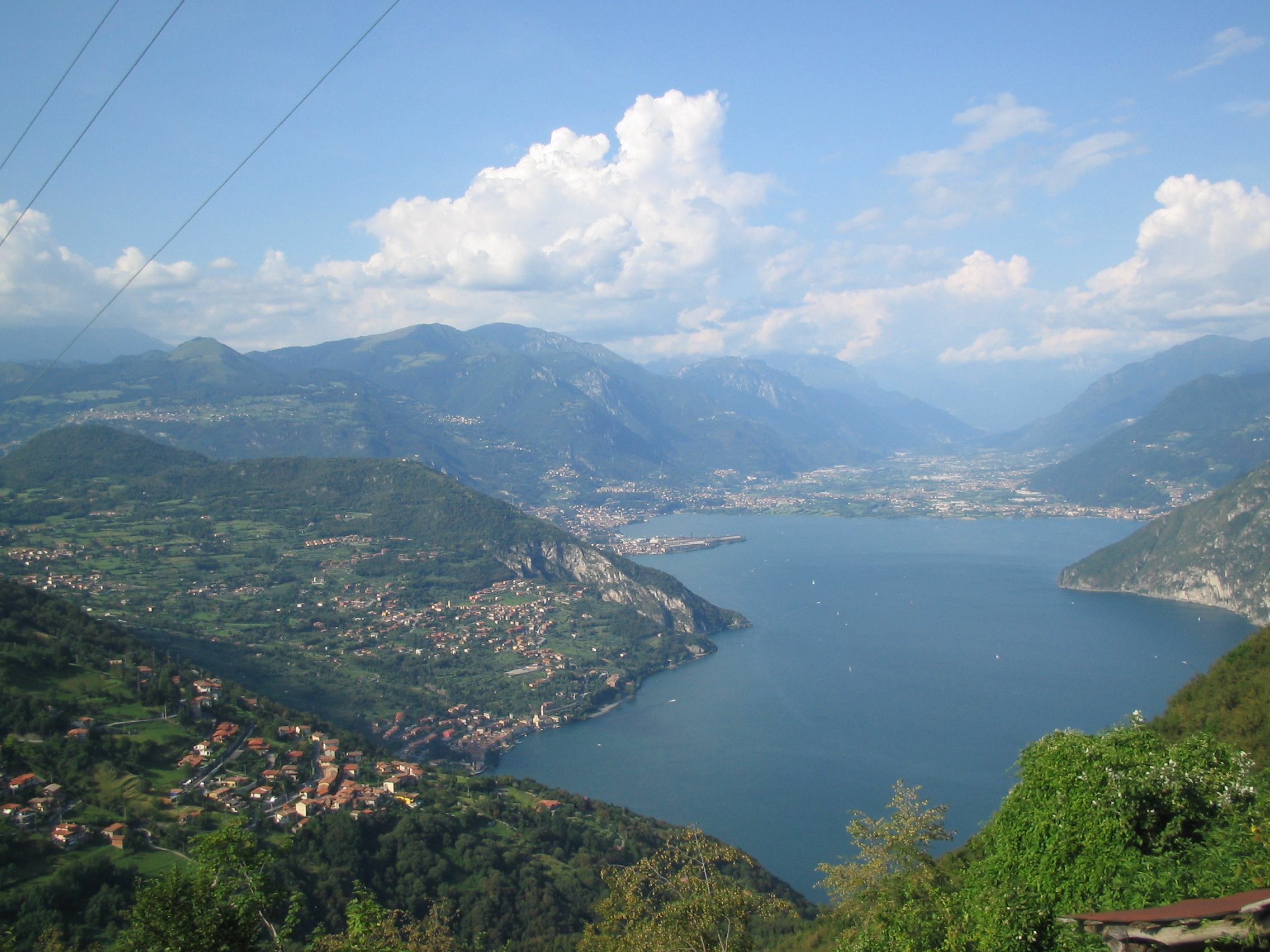
Lago d'Iseo

Nel territorio della provincia vi sono due laghi principali:
- il Lago d'Iseo, si trova sul confine con la provincia di Brescia ed è alimentato dal fiume Oglio. Sulla sponda occidentale bergamasca si affacciano i comuni di Costa Volpino, Lovere, Castro, Riva di Solto, Tavernola Bergamasca, Predore e Sarnico.  Il lago gode di un clima di impronta mediterranea, che influenza non solo le sue sponde ma anche la fascia collinare della Valcalepio e in parte il capoluogo orobico. Il bacino ospita la seconda isola lacustre più grande d'Europa - dopo l'isola di Visingsö sul lago Vättern in Svezia - Monte Isola, provincia di Brescia.
- il Lago di Endine, in Val Cavallina, formato dal fiume Cherio e compreso tra i comuni di Endine Gaiano, Monasterolo del Castello, Ranzanico e Spinone al Lago.

Inoltre vi è il lago di Gaiano che anticamente formava un tutt'uno con il lago di Endine occupando così gran parte della val Cavallina.
Tra i laghi storici dobbiamo citare il Lago Gerundo formato dalla confluenza di Adda e Brembo e alimentato anche dal Tormo e dal Serio e il lago di Leffe nella val Gandino.
Tra i laghi alpini invece abbiamo:
| Lago                         | Superficie | Altitudine | Vallata                |
| ---------------------------- | ---------- | ---------- | ---------------------- |
| Lago di Aviasco              | 0,07 km²   | 2.070 m    | Val Seriana            |
| Lago del Barbellino          | 0,53 km²   | 1.862 m    | Val Seriana            |
| Lago del Barbellino Naturale | 0,0 km²    | 2.128 m    | Val Seriana            |
| Lago del Becco               | 0,037 km²  | 1.872 m    | Val Brembana           |
| Lago di Bondione             | 0,0015 km² | 2.326 m    | Val Seriana            |
| Lago Branchino               | 0,01 km²   | 1.784 m    | Val Brembana           |
| Laghi di Caldirolo           | 0,005 km²  | 2.257 m    | Val Brembana           |
| Lago Campelli                | 0,0 km²    | 2.036 m    | Val Seriana            |
| Laghi di Cardeto             | 0,015 km²  | 1.790 m    | Val Grabiasca          |
| Lago Casere                  | 0,118 km²  | 1.841 m    | Val Brembana           |
| Lago Cernello                | 0,026 km²  | 1.958 m    | Val Seriana            |
| Laghi della Cerviera         | 0,011 km²  | 2.325 m    | Valle della Cerviera   |
| Lago di Coca                 | 0,0 km²    | 2.108 m    | Val Seriana            |
| Lago Colombo                 | 0,144 km²  | 2.046 m    | Val Brembana           |
| Lago di Cornalta             | 0,013 km²  | 2.181 m    | Valle del Tino         |
| Lago dei Frati               | 0,025 km²  | 1.941 m    | Val Brembana           |
| Lago di Fregabolgia          | 0,15 km²   | 1.957 m    | Val Brembana           |
| Lago Gelt                    | 0,0 km²    | 2.562 m    | Val Seriana            |
| Laghi Gemelli                | 0,0 km²    | 1.952 m    | Val Brembana           |
| Lago del Diavolo             | 0,0 km²    | 2.142 m    | Val Brembana           |
| Lago della Malgina           | 0,0 km²    | 2.339 m    | Val Seriana            |
| Lago Marcio                  | 0,0 km²    | 1.841 m    | Val Brembana           |
| Lago Moro                    | 0,0 km²    | 2.235 m    | Val Brembana           |
| Lago Nero                    | 0,16 km²   | 2.014 m    | Val Seriana            |
| Laghetti di Ponteranica      | 0,4 km²    | 2.115 m    | Val Brembana           |
| Lago Rotondo                 | 0,023 km²  | 1.972 m    | Val Brembana           |
| Lago di Valle Sambuzza       | 0,02 km²   | 2.085 m    | Val Sambuzza           |
| Lago Sardegnana              | 0,115 km²  | 1.738 m    | Val Brembana           |
| Lago Spigorel                | 0,0028 km² | 1.821 m    | Val Sedornia           |
| Lago Sucotto                 | 1,3 km²    | 1.854 m    | Val Seriana            |
| Lago delle Trote             | 0,0 km²    | 2.109 m    | Val Brembana           |
| Lago di Valbona              | 0,017 km²  | 2.055 m    | Valle di Scalve        |
| Lago di Varro                | 0,034 km²  | 2.236 m    | Valle del Tino         |
| Laghi del Venerocolo         | 0,04 km²   | 2.293 m    | Valle del Venerocolino |

## Storia

I circondari della provincia di Bergamo

La provincia di Bergamo venne istituita nel 1859 in seguito al decreto Rattazzi; succedeva all'omonima provincia del Regno Lombardo-Veneto, rispetto alla quale però veniva privata della val Camonica (esclusi i comuni di Rogno, Costa Volpino, Lovere e Castro), ceduta alla provincia di Brescia.
Inizialmente era suddivisa nei tre circondari di Bergamo, di Clusone e di Treviglio, poi soppressi nel 1926-27 come il resto dei circondari italiani.
I confini provinciali rimasero immutati per lungo tempo: l'unica modifica si ebbe nel 1992, quando i comuni di Calolziocorte, Carenno, Erve, Monte Marenzo, Torre de' Busi e Vercurago passarono alla nuova provincia di Lecco. Il 22 dicembre 2017 il comune di Torre de' Busi è tornato a far parte della provincia orobica.
Nel periodo tra febbraio e aprile 2020 la provincia è stata duramente colpita dalla pandemia di Covid-19, diventando uno dei principali focolai epidemici italiani della malattia, che ha causato nel suo territorio un ragguardevole numero di vittime.

### Referendum consultivi sulla fusione di comuni
La tabella riepiloga i referendum consultivi per la fusione di comuni tenutisi a partire dal 1º dicembre 2013. In grassetto sono indicati i comuni che hanno approvato il quesito.
| Data del referendum | Comuni                                         | Iscritti  | Percentuale Elettiva | Favorevoli                  | Contrari                    | Denominazione nuovo comune                                                       | Data di istituzione                       |
| ------------------- | ---------------------------------------------- | --------- | -------------------- | --------------------------- | --------------------------- | -------------------------------------------------------------------------------- | ----------------------------------------- |
| 1º dicembre 2013    | Brembilla Gerosa                               | 3.785 403 | 21,6% 45,1%          | 82% 54%                     | 18% 46%                     | Val Brembilla                                                                    | 4 febbraio 2014                           |
| 1º dicembre 2013    | Covo Fara Olivana con Sola Isso                | n.d. 529  | 53% 42% 58,6%        | 26% 61% 53%                 | 74% 39% 47%                 | Castelcorte                                                                      | proposta non accolta da Covo              |
| 1º dicembre 2013    | Sant'Omobono Terme Valsecca                    | 3.136 490 | 15% 46%              | 90% 73%                     | 10% 27%                     | Sant'Omobono Terme                                                               | 4 febbraio 2014                           |
| 20 novembre 2016    | Cerete Fino del Monte Onore Rovetta Songavazzo | n.d.      | n.d. 55,86% 64%      | 48,5% 34,5% 41,5% 40% 28,3% | 51,5% 65,5% 58,5% 60% 71,7% | Borghi Borlezza / Borghi Presolana / Larna / San Narno / Valborlezza / Valleggia | proposta non accolta dai comuni coinvolti |

### Simboli
Stemma
Gonfalone

Gonfalone provinciale

Il gonfalone, adottato nel 1953, è un drappo di verde, caricato dello stemma provinciale con il motto Bergomatum Ager.

### Riconoscimenti
La città vanta di aver prestato il maggior numero di abitanti alla spedizione dei Mille guidata da Garibaldi e per questo è denominata la "Città dei Mille"

## Monumenti e luoghi d'interesse

### Laghi e valli
Il lago d'Iseo ospita la seconda isola lacustre più vasta d'Europa, Monte Isola, affiancata dagli isolotti di Loreto e di San Paolo.

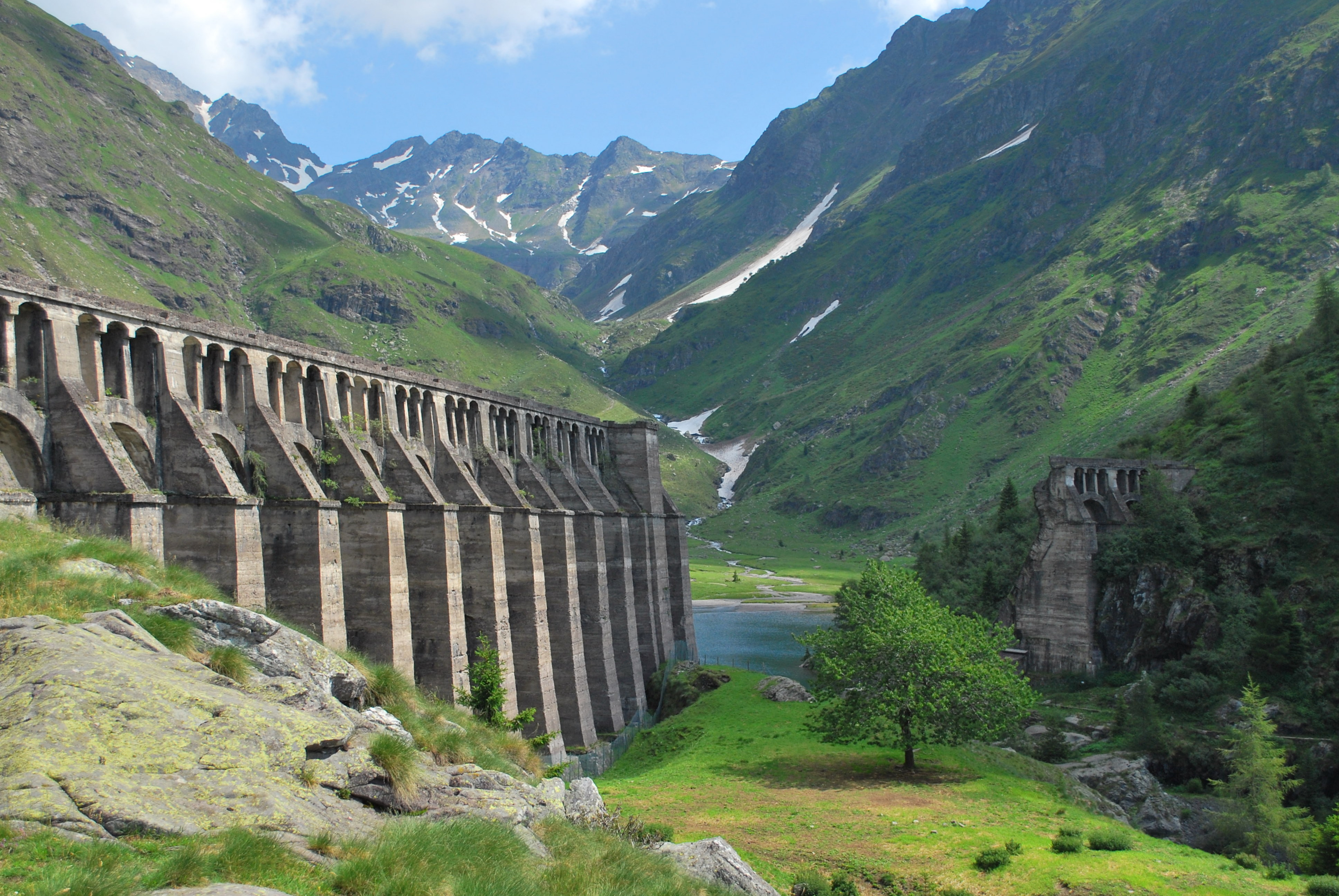
Diga del Gleno, Val di Scalve
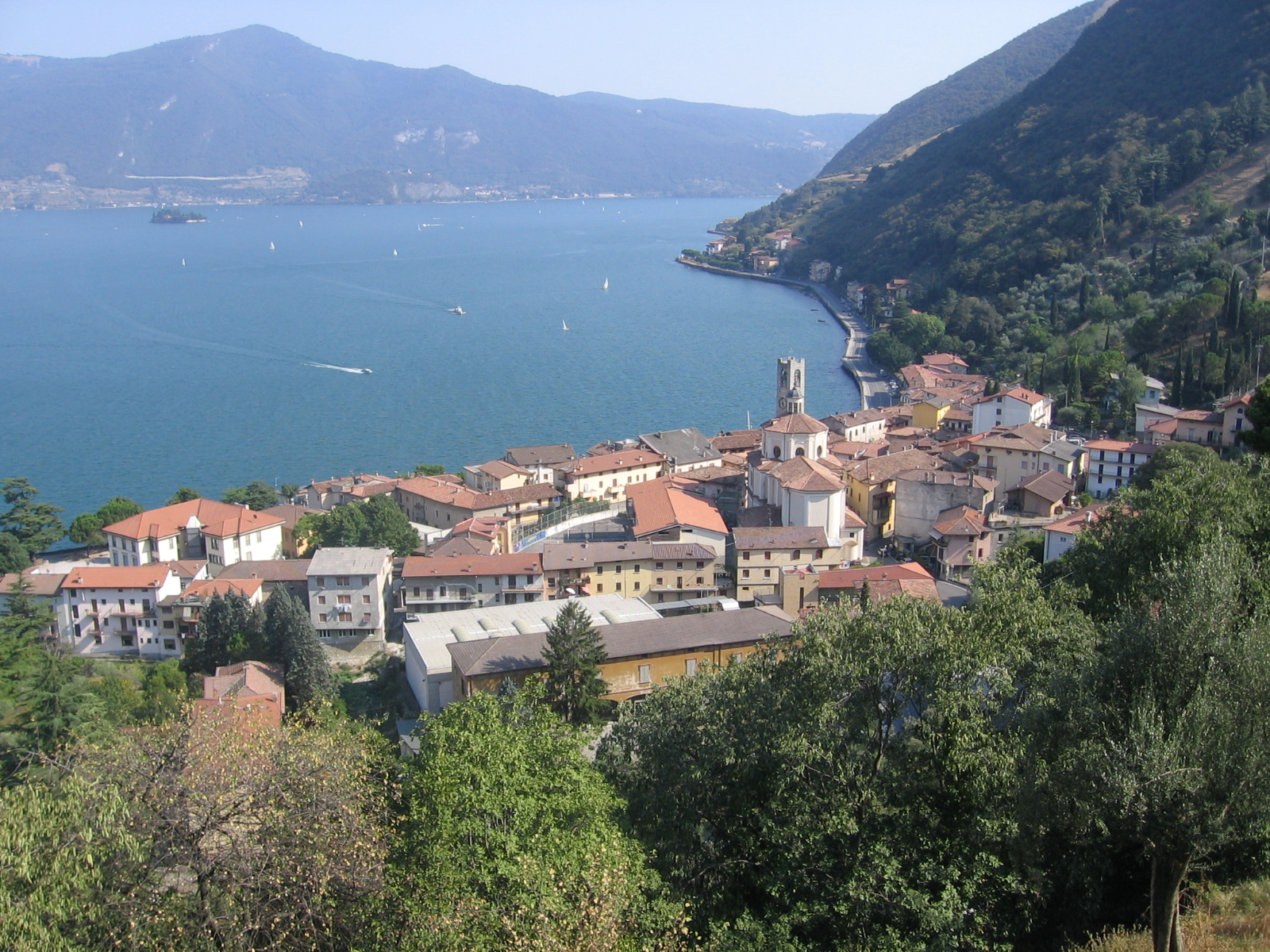
Tavernola Bergamasca, Lago d'Iseo
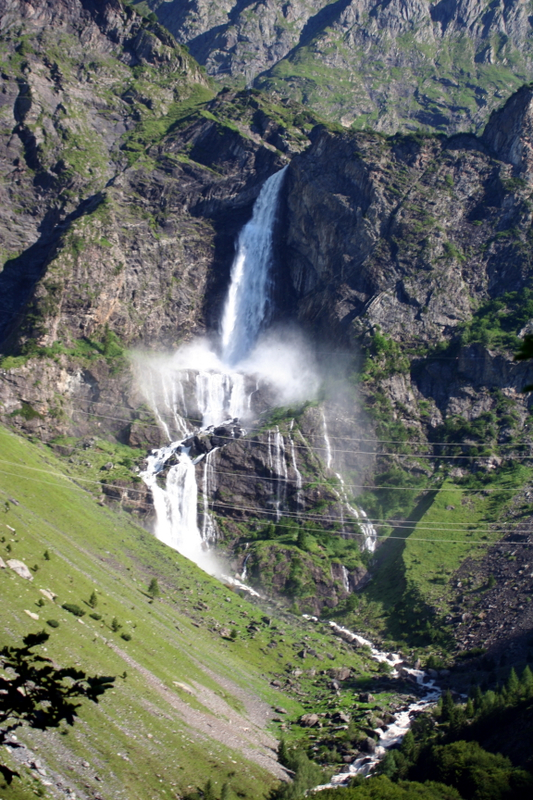
Cascate del Serio, Val Seriana
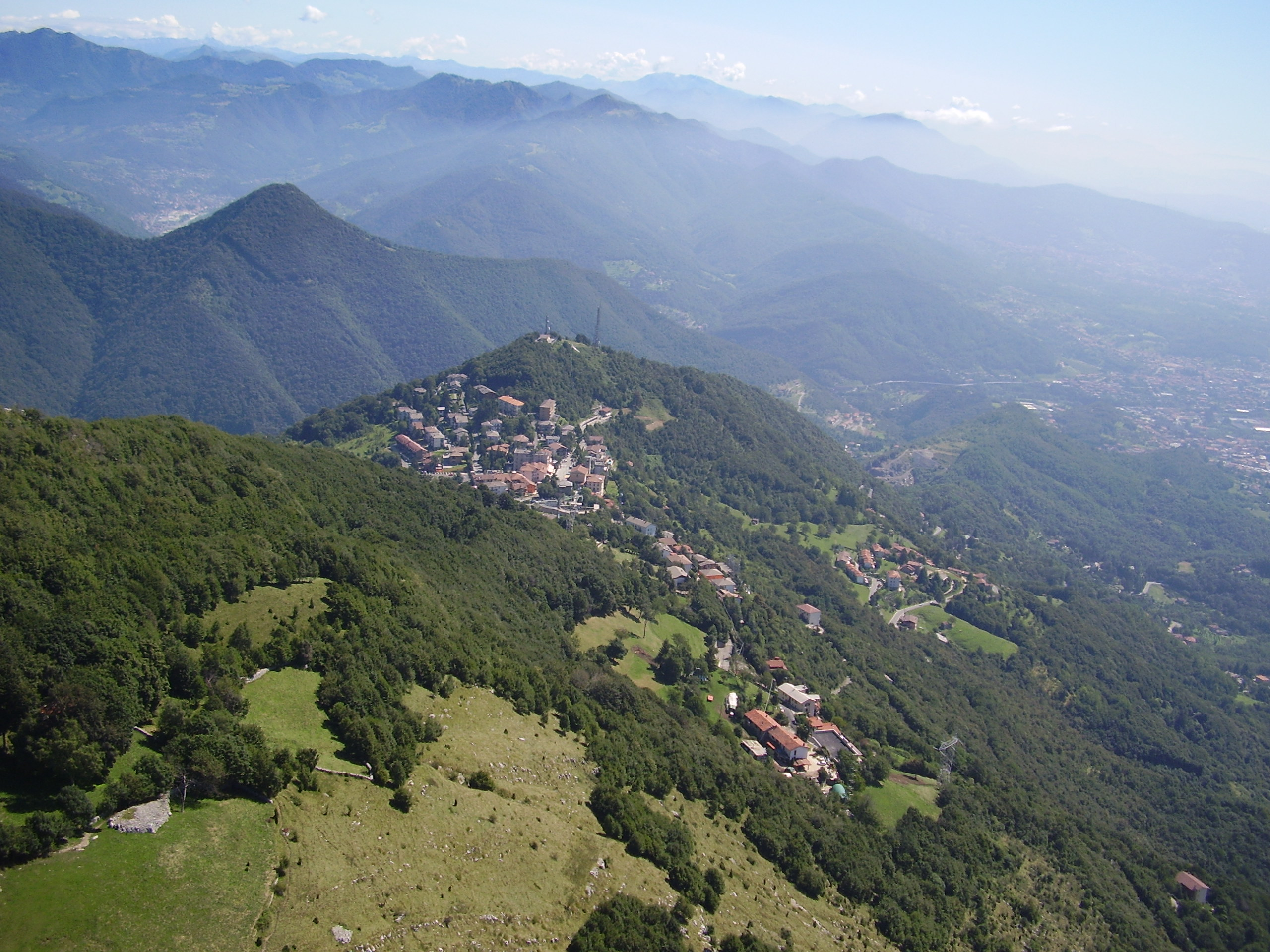
Roncola, Valle Imagna
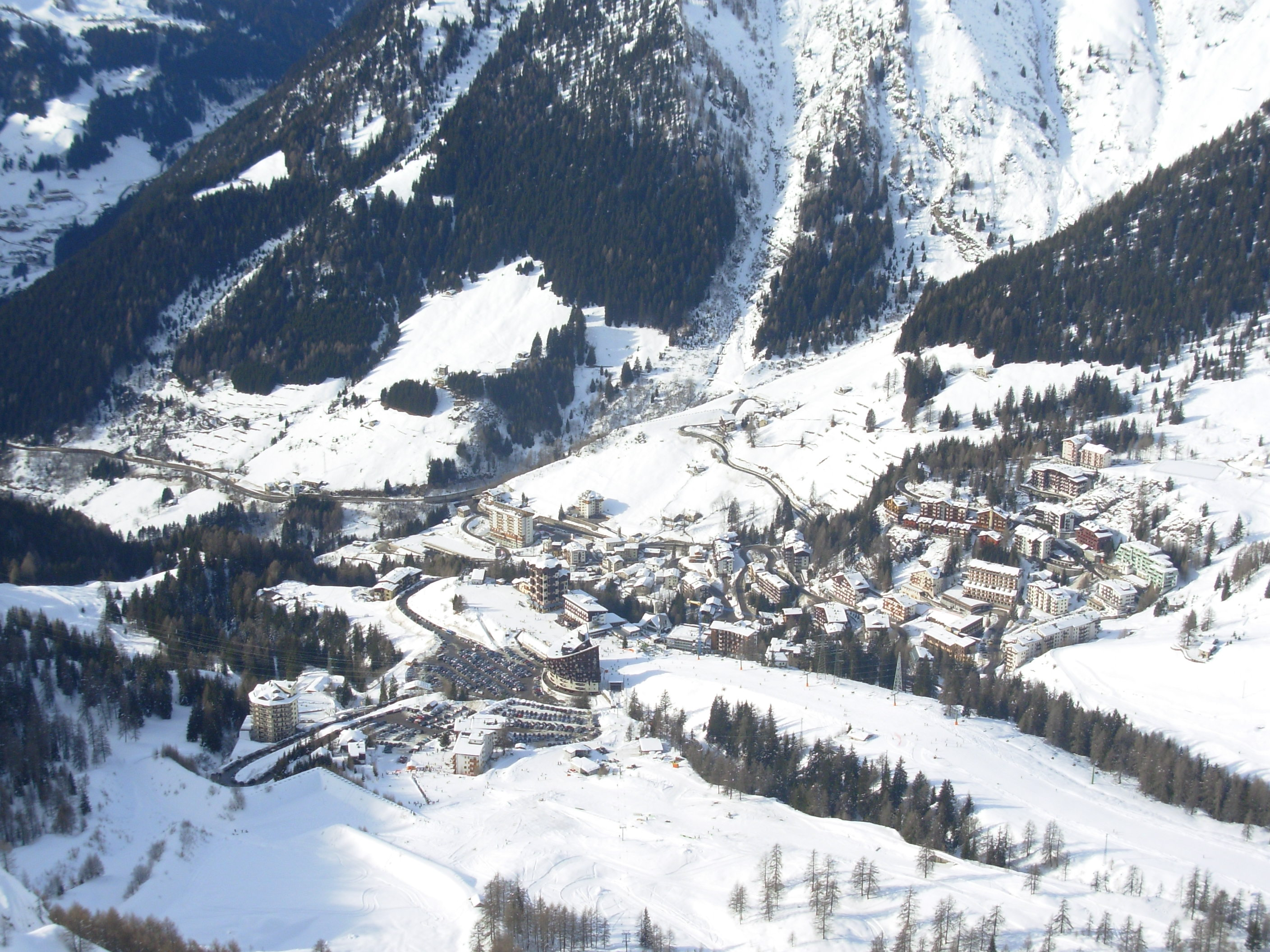
Foppolo, Val Brembana
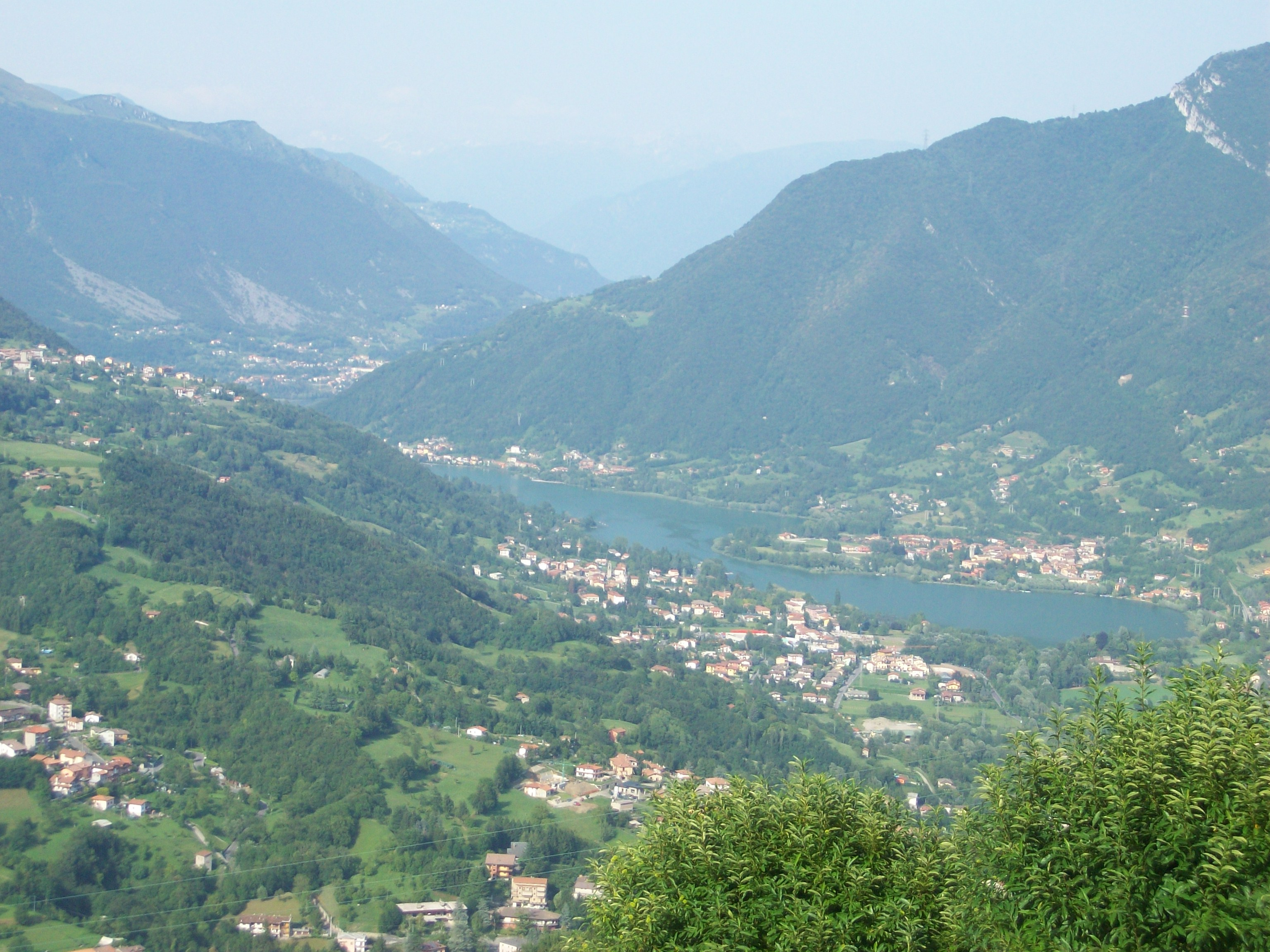
Lago d'Endine visto dal Colle Gallo

### Castelli
| Bergamo                  | Rocca di Bergamo             |  |                       |                       |
| Bergamo                  | Castello di San Vigilio      |  |                       |                       |
| Bergamo                  | Cittadella viscontea         |  |                       |                       |
| Bianzano                 | Castello di Bianzano         |  | Carobbio degli Angeli | Castello degli Angeli |
| Castelli Calepio         | Castello di Calepio          |  |                       |                       |
| Cavernago                | Castello di Cavernago        |  |                       |                       |
| Cavernago                | Castello di Malpaga          |  |                       |                       |
| Cologno al Serio         | Castel Liteggio              |  |                       |                       |
| Costa di Mezzate         | Castello di Costa di Mezzate |  |                       |                       |
| Costa Volpino            | Castello di Ceratello        |  |                       |                       |
| Credaro                  | Castel Trebecco              |  |                       |                       |
| Gromo                    | Castello Ginami              |  |                       |                       |
| Monasterolo del Castello | Castello di Monasterolo      |  |                       |                       |
| Pagazzano                | Castello di Pagazzano        |  |                       |                       |
| Pumenengo                | Castello Barbò               |  |                       |                       |
| Romano di Lombardia      | Rocca di Romano              |  |                       |                       |
| Treviolo                 | Castello di Treviolo         |  |                       |                       |
| Urgnano                  | Rocca di Urgnano             |  |                       |                       |

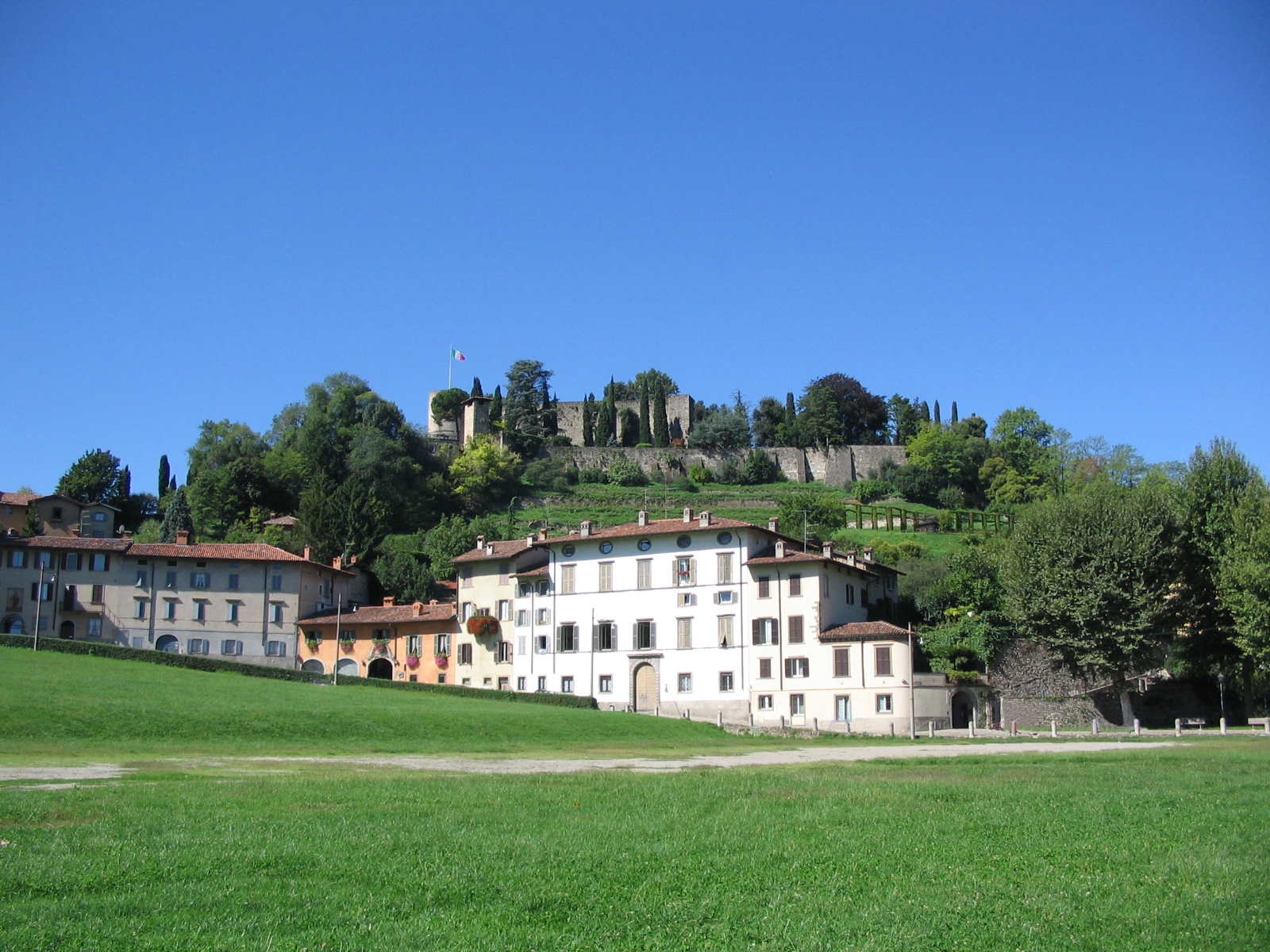
Rocca di Bergamo
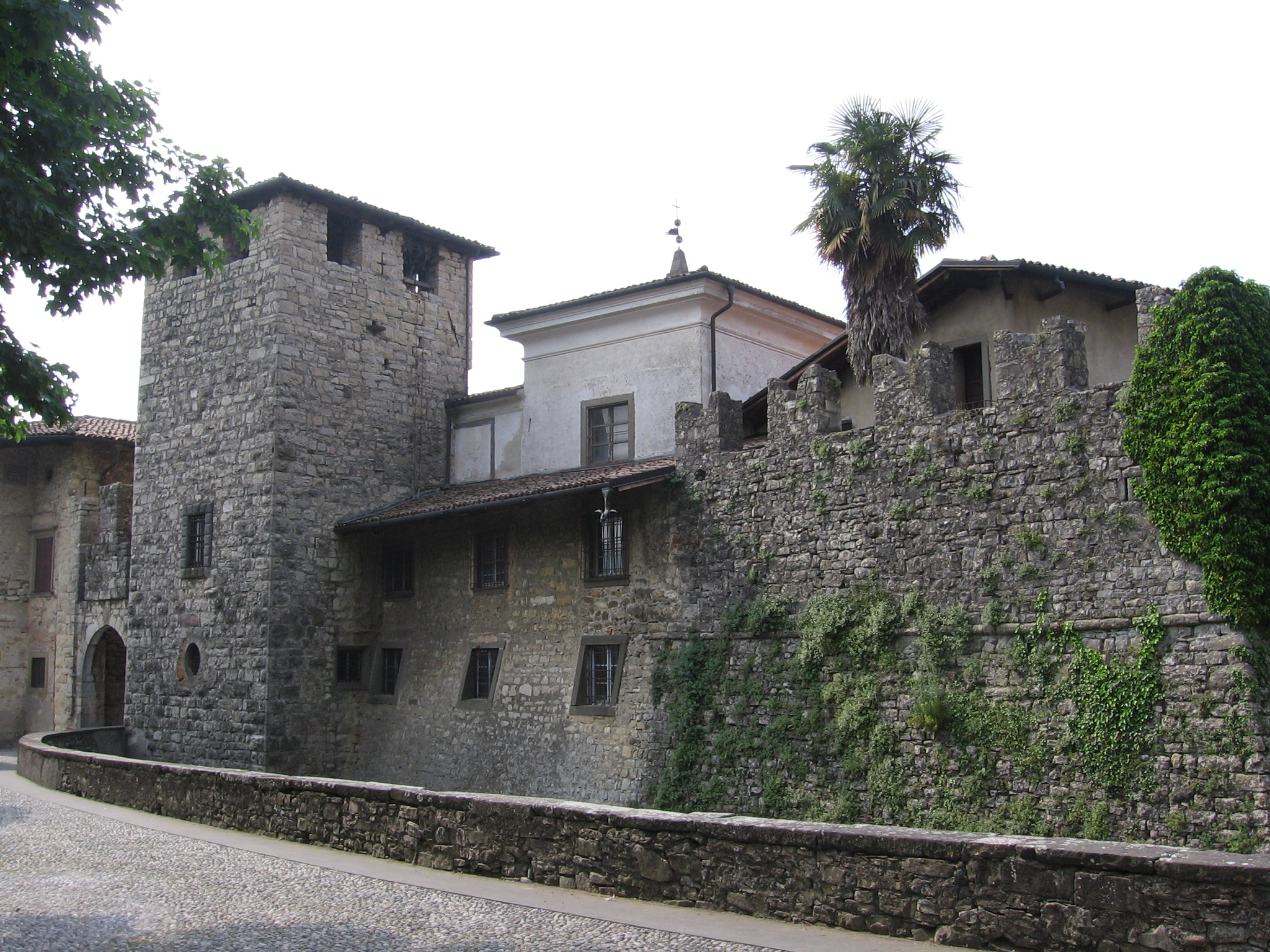
Castello di Calepio
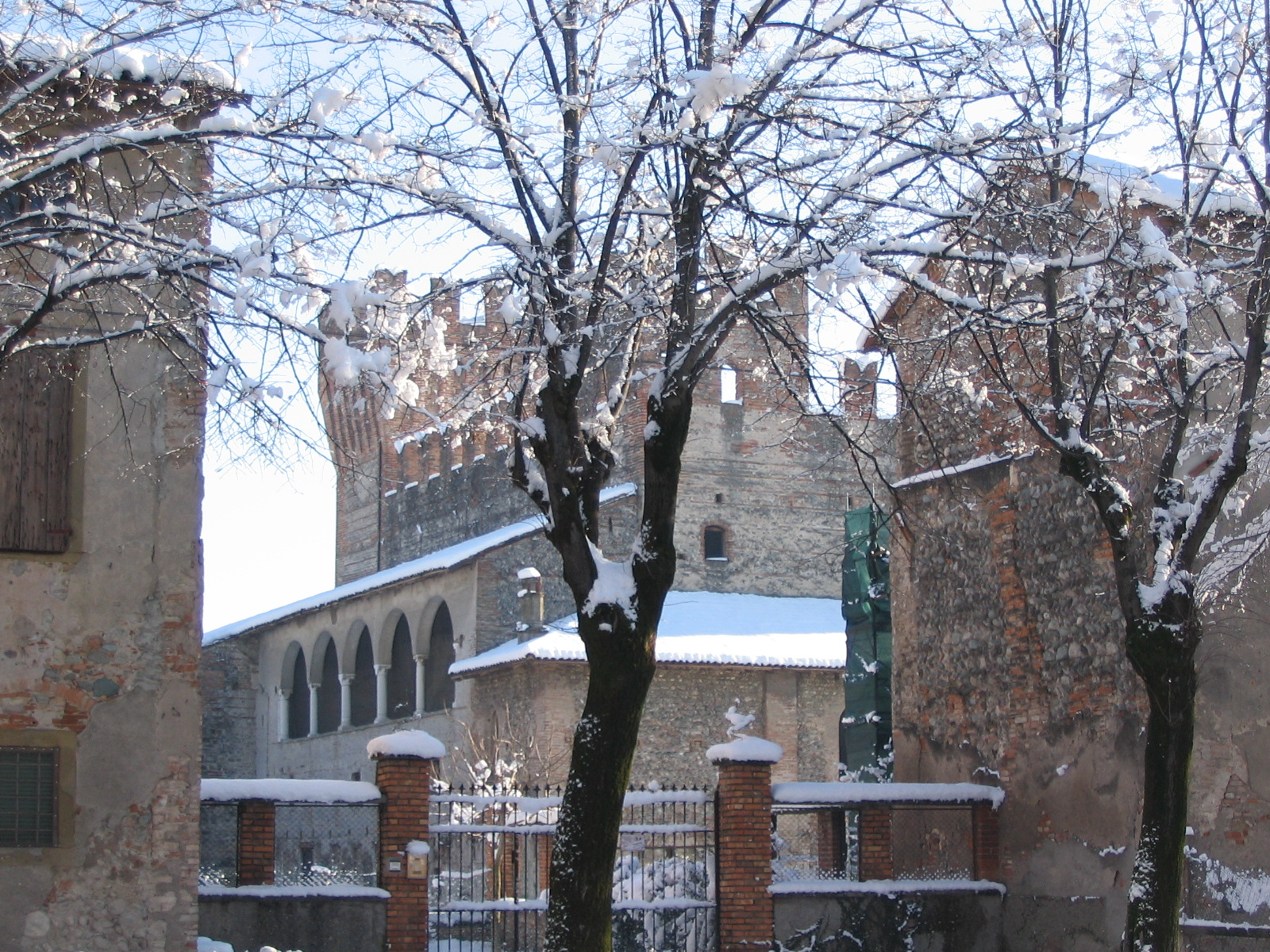
Castello di Malpaga
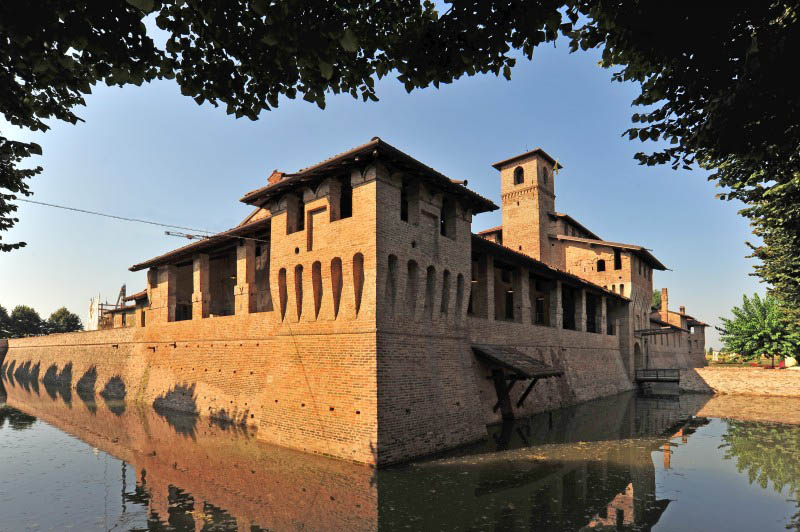
Castello di Pagazzano
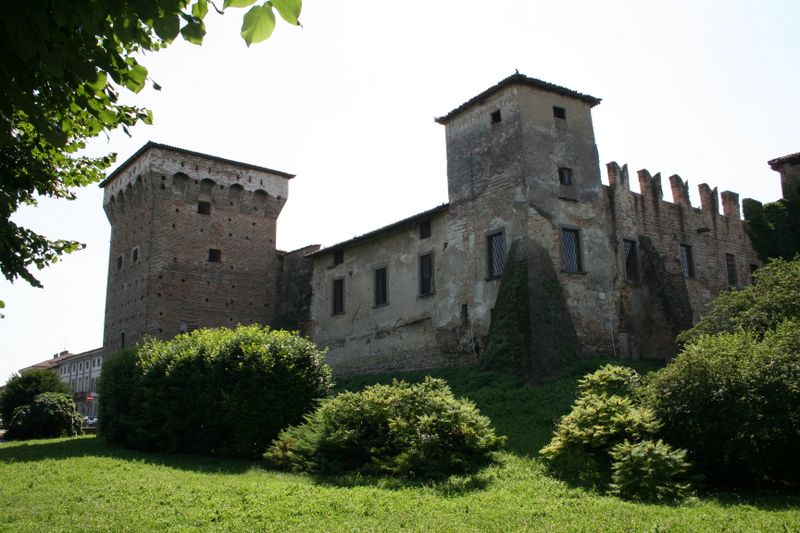
Rocca di Romano
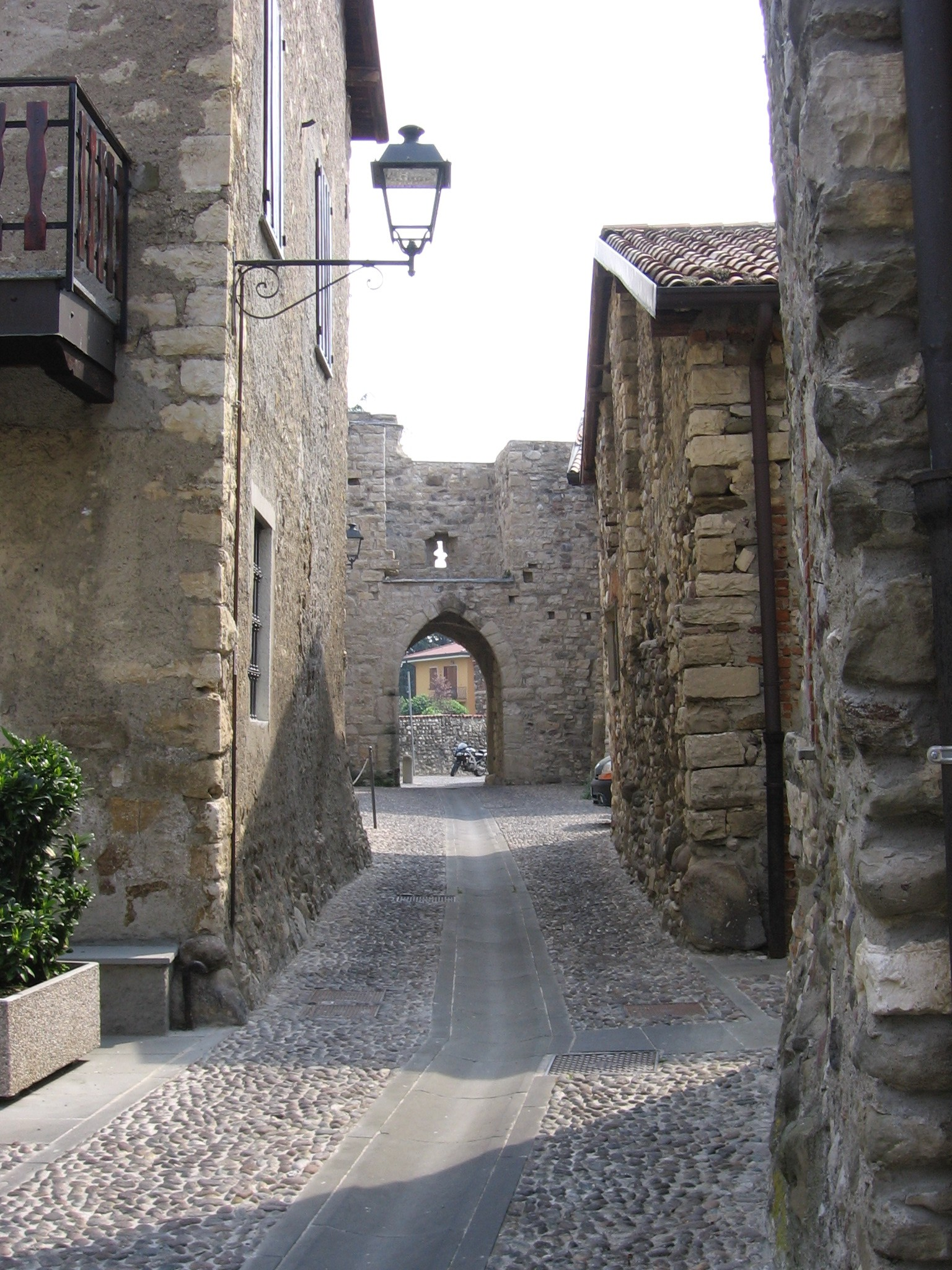
Castello di Trebecco

### Attrattive principali
- Bergamo
- I borghi più belli d'Italia: Cornello dei Tasso, Gromo, Lovere e Clusone.
- Bandiera arancione: Almenno San Bartolomeo, Clusone e Gromo
- Patrimoni dell'umanità: villaggio operaio di Crespi d'Adda e Mura veneziane di Bergamo
- Leolandia a Capriate San Gervasio
- Complesso turistico Eurovil a Sarnico
- Parco faunistico Le Cornelle a Valbrembo
- Casa natale di Papa Giovanni XXIII a Sotto il Monte
- Santuario di Santa Maria del Fonte presso Caravaggio

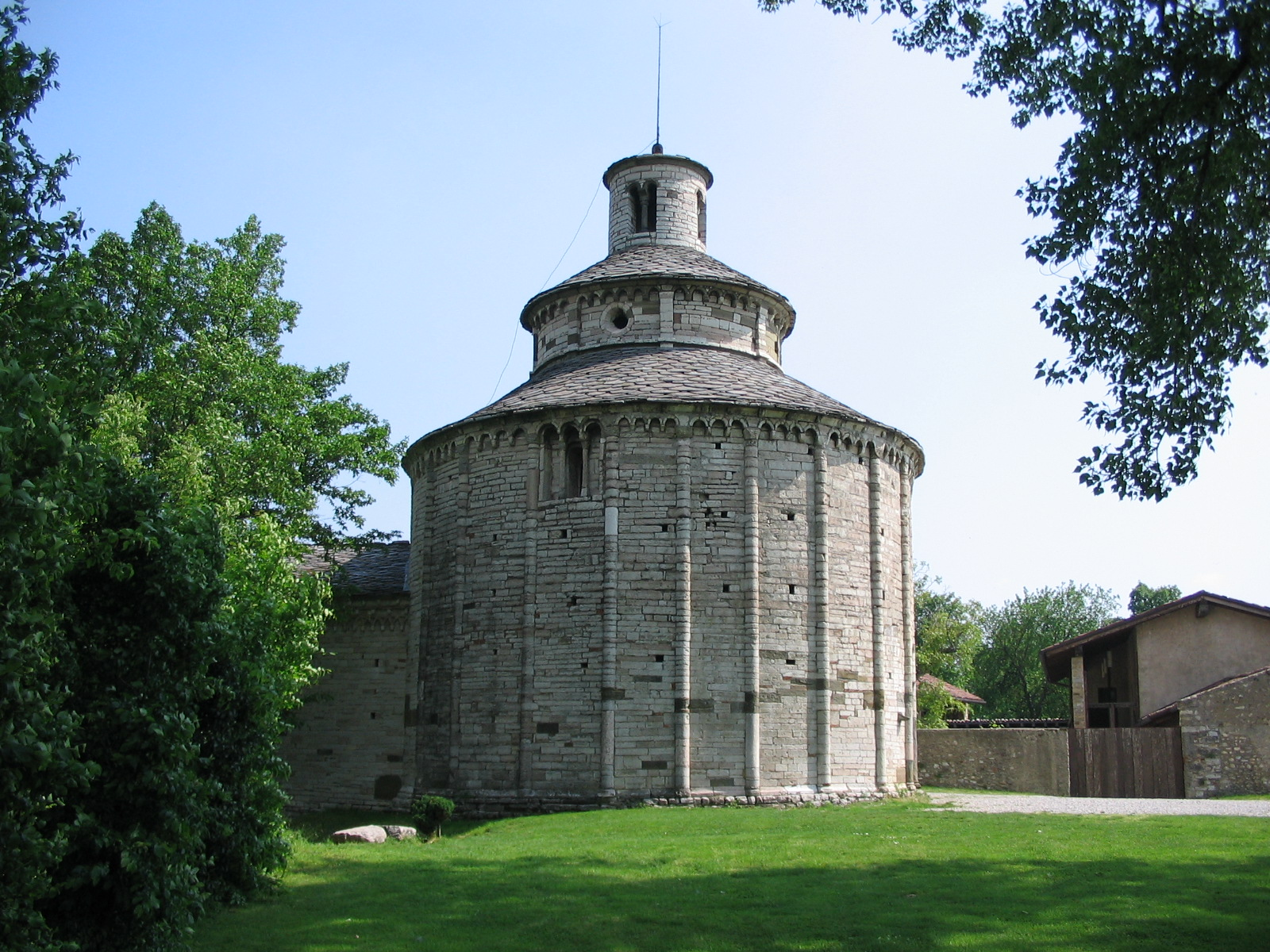
Rotonda di San Tomè ad Almenno San Bartolomeo
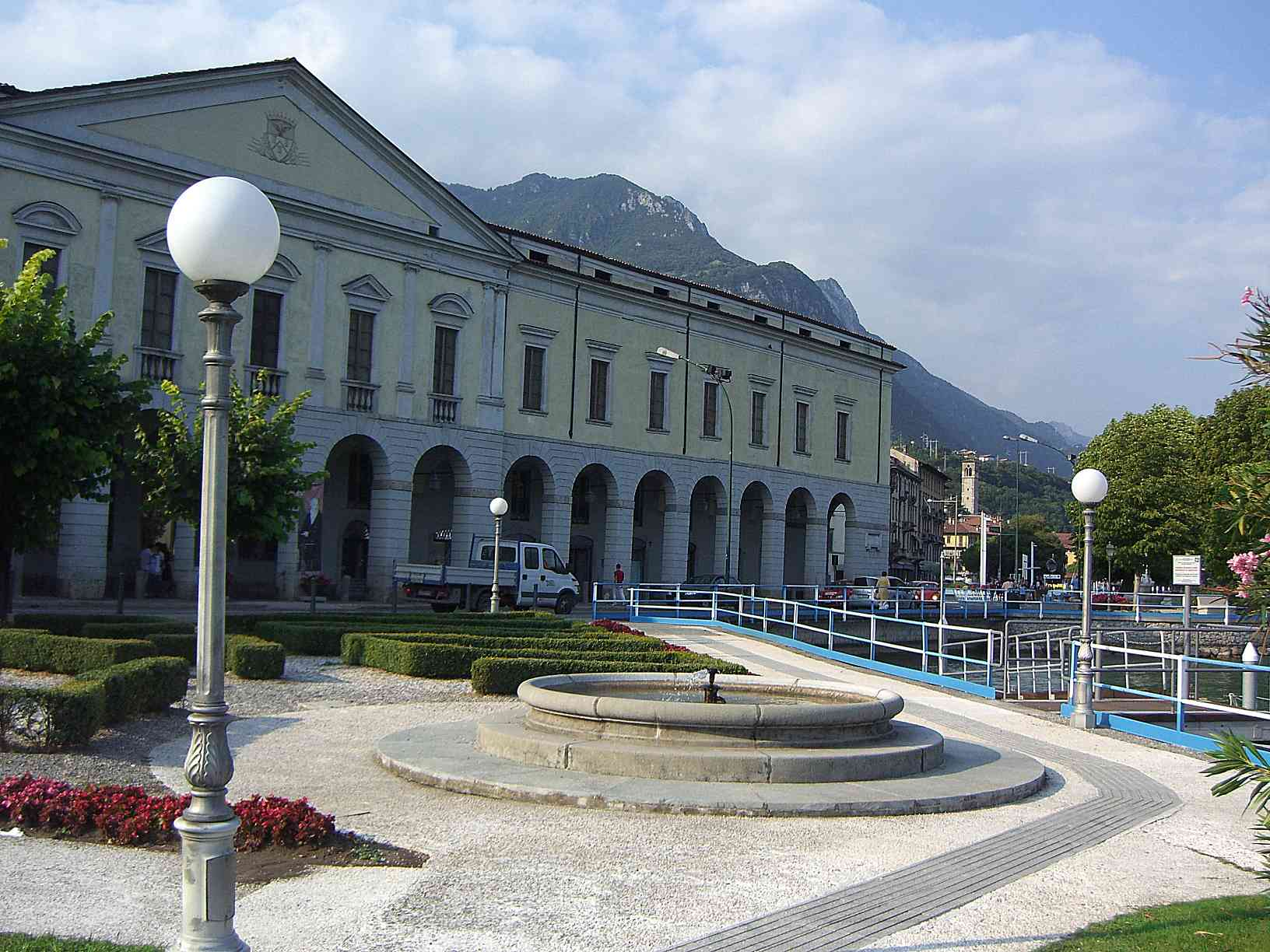
Accademia Tadini a Lovere
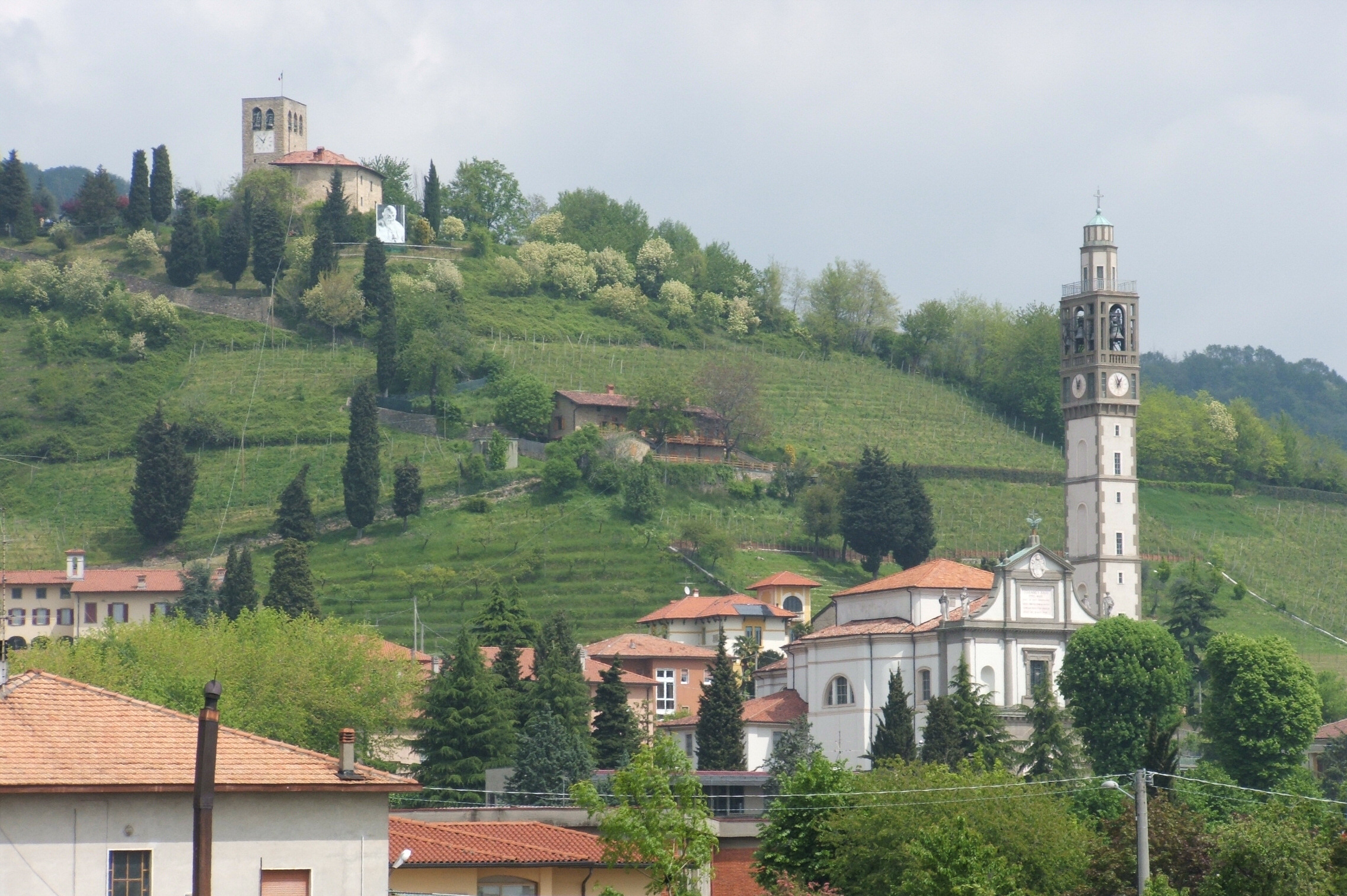
Chiesa di San Giovanni Battista a Sotto il Monte Giovanni XXIII
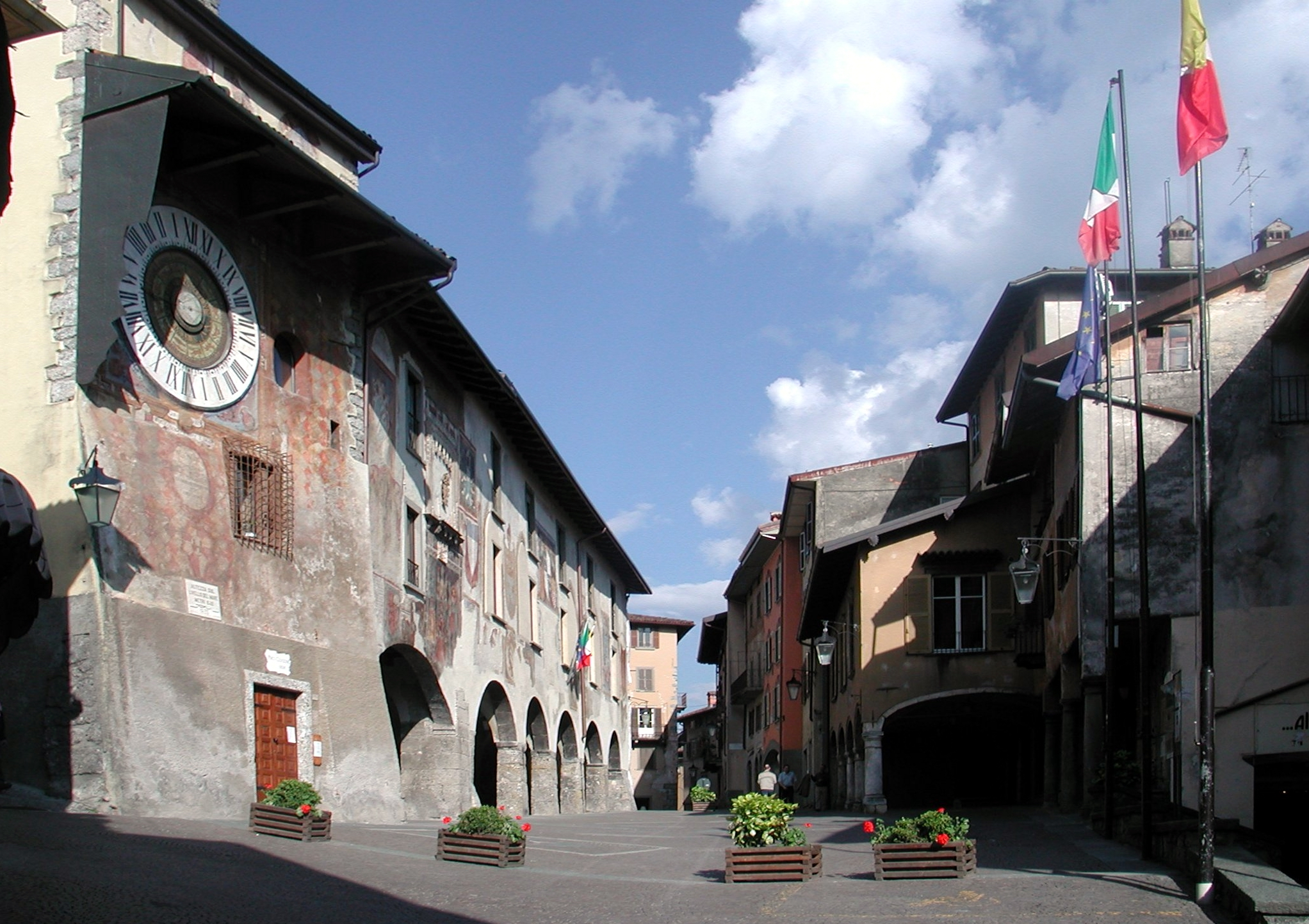
Piazza dell'Orologio a Clusone
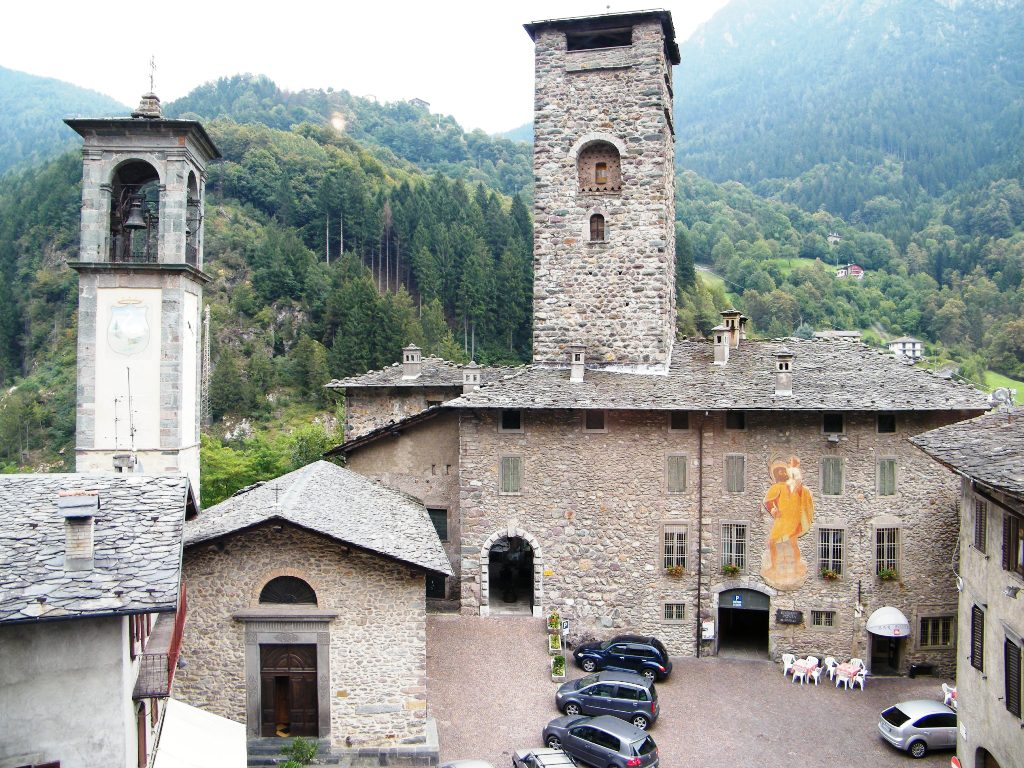
Castello Ginami e chiesa di San Gregorio a Gromo

### Siti patrimonio dell'umanità
Il 5 dicembre 1995 il villaggio operaio di Crespi è entrato a far parte della lista del patrimonio dell'umanità dell'UNESCO. È uno degli esempi meglio conservati di villaggio operaio industriale che esistano al mondo. Contrariamente a siti analoghi, lo stabilimento è stato funzionante fino al dicembre 2003 e le case sono ancora abitate.
Fanno parte di tale lista anche le mura veneziane di Bergamo, inserite nel patrimonio denominato "Opere di difesa veneziane tra XVI e XVII secolo: Stato da Terra-Stato da Mar occidentale".

### Aree naturali

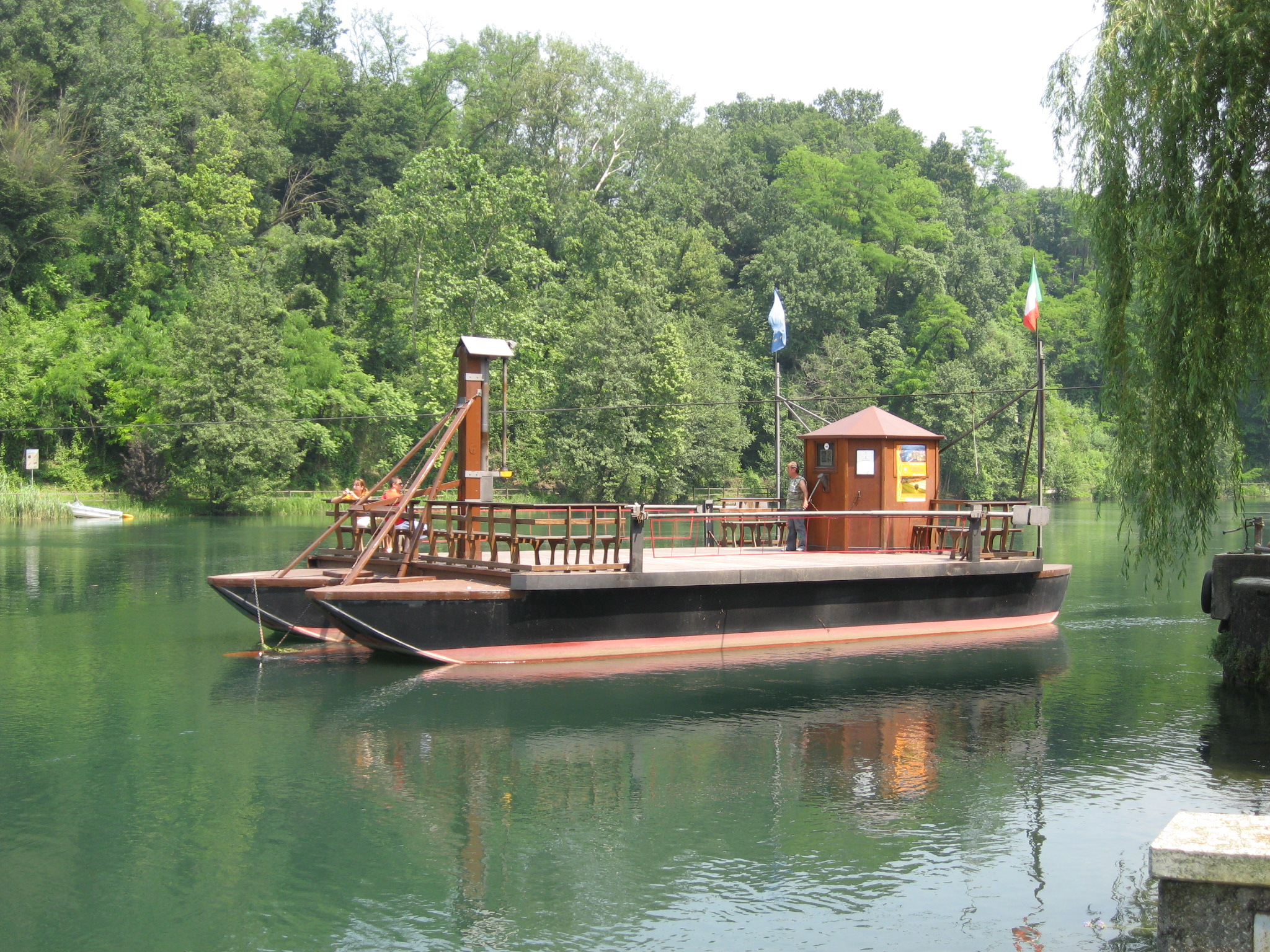
Il Traghetto di Leonardo all'interno del Parco Adda Nord collega Villa d'Adda a Imbersago (LC)

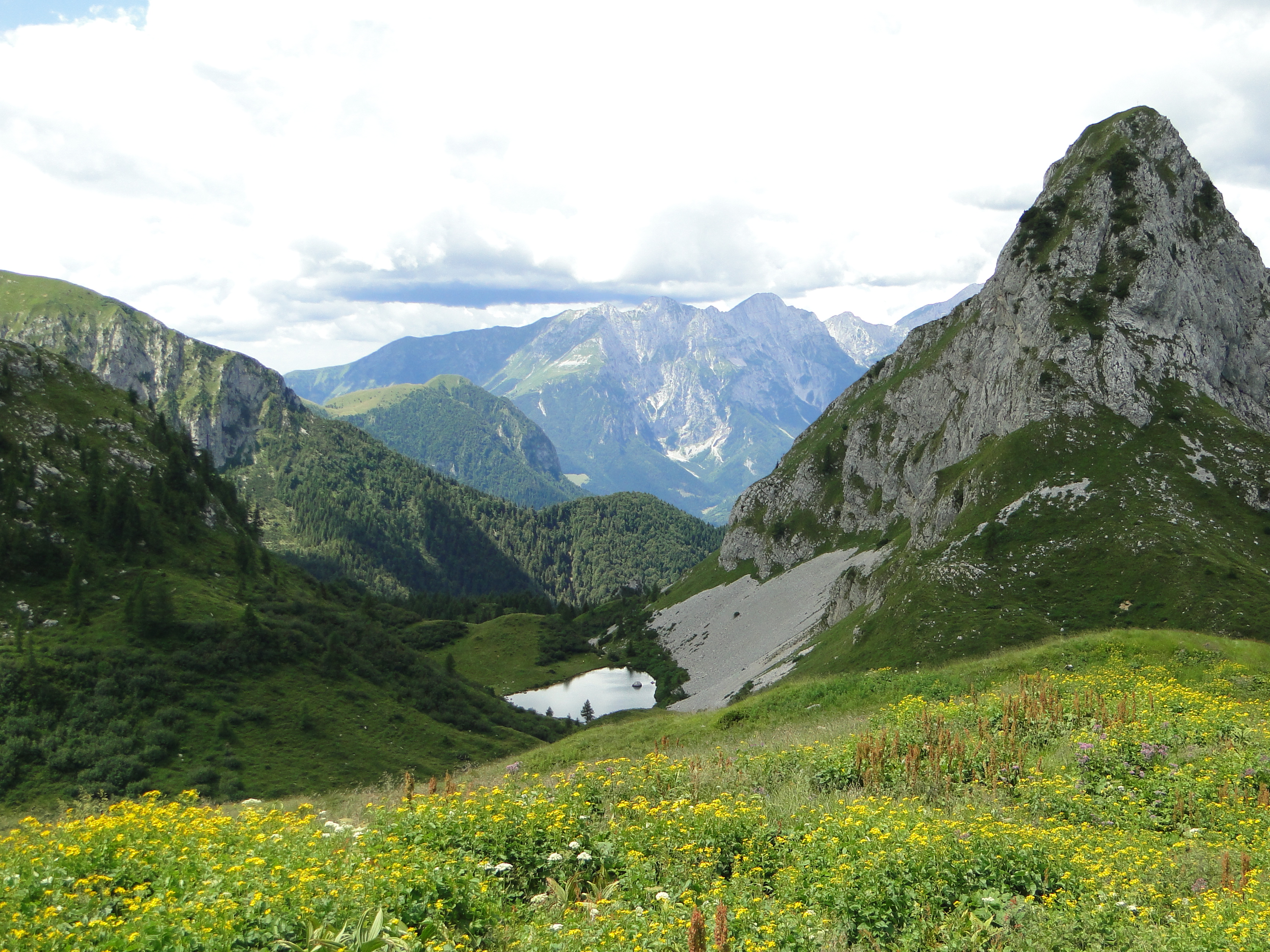
La Val Sedornia all'interno del Parco delle Orobie Bergamasche

Bergamo
- Parco dei Colli di Bergamo
- Riserve naturali dei boschi di Astino e della Allegrezza, su lombardiadasalvare.it. URL consultato il 1º gennaio 2014 (archiviato dall'url originale il 2 gennaio 2014).
- Parco locale di interesse sovracomunale (P.L.I.S.) Bergamo - Stezzano

Pianura
- Parco agricolo del Rio Morla e delle rogge
- Parco dei fontanili e dei boschi[15][16] (P.L.I.S.) Pognano - Lurano
- Parco dell'Adda Nord
- Parco del Basso Brembo, su parcobassobrembo.it.
- Riserva naturale Fontanile Brancaleone
- Parco della Gera d'Adda
- Bosco della Lanca
- Parco del Serio

Valli
- Monumento naturale della valle Brunone
- Riserva naturale Oasi WWF di Valpredina
- Parco paleontologico di Cene

Montagna
- Parco delle Orobie Bergamasche
- Riserva naturale boschi del Giovetto di Palline, su valseriana.eu. URL consultato il 1º gennaio 2014 (archiviato dall'url originale il 2 gennaio 2014).

Lago
- Parco dell'Oglio Nord
- Riserva naturale Boschetto della Cascina Campagna
- Riserva naturale Bosco de l'Isola
- Riserva naturale Valle del Freddo
- Parco locale di interesse sovracomunale del lago di Endine, su parcolagoendine.valcavallina.bg.it.

Collina
- Parco locale di interesse sovracomunale dei Fontanili e dei Boschi
- Parco locale di interesse sovracomunale del Monte Canto e del Bedesco, su comitatomontecanto.it. URL consultato il 1º gennaio 2014 (archiviato dall'url originale il 2 gennaio 2014).

## Società

### Evoluzione demografica
Abitanti censiti (migliaia)

### Etnie
Gli stranieri residenti in provincia di Bergamo al 31 dicembre 2018 sono 121 545 e rappresentano il 10,9% della popolazione residente.
La provincia di Bergamo è la terza in Lombardia per numero di stranieri (dopo Milano e Brescia) e la sesta in Italia (dopo Milano, Roma, Brescia, Torino e Firenze) secondo il Rapporto Immigrazione di Caritas-Migrantes.
I gruppi più numerosi sono quelli di:
- Marocco 17 363
- Romania 17 250
- Albania 11 307
- India 10 028
- Senegal 9 994
- Bolivia 5 850
- Ucraina 5 235
- Pakistan 4 915
- Cina 4 488
- Egitto 3 323

fonte ISTAT

### Lingue e dialetti
Accanto all'italiano, è parlato il dialetto bergamasco, ascritto al ramo orientale della lingua lombarda.

### Religione
Nella giurisdizione ecclesiastica della Chiesa cattolica, gran parte del territorio della provincia coincide con l'area della diocesi di Bergamo. Essa è suddivisa in 25 vicariati, e segue il rito romano. Le parrocchie di Caprino Bergamasco e Cisano Bergamasco, che appartengono al vicariato di Calolzio-Caprino, così come alcune parrocchie dei vicariati di Branzi-Santa Brigida e di San Giovanni Bianco-Sottochiesa, a motivo della loro storia seguono il rito ambrosiano, rito liturgico caratteristico dell'arcidiocesi di Milano. Il decanato di Treviglio, che comprende oltre al capoluogo Castel Rozzone, Fara Gera d'Adda, Canonica d'Adda e Pontirolo Nuovo, pur di rito romano fa parte dell'arcidiocesi di Milano. Alcuni comuni dell'alto Sebino (Lovere, Bossico, Costa Volpino e Rogno) nonché il comune di Palosco, appartengono alla diocesi di Brescia. Molti dei comuni più meridionali della provincia, tra cui Caravaggio, fanno parte invece della diocesi di Cremona.

### Istituzioni, enti e associazioni

#### Sanità
Il più importante centro sanitario della provincia di Bergamo resta il polo ospedaliero di Bergamo. Questi i principali presidi ospedalieri provinciali:

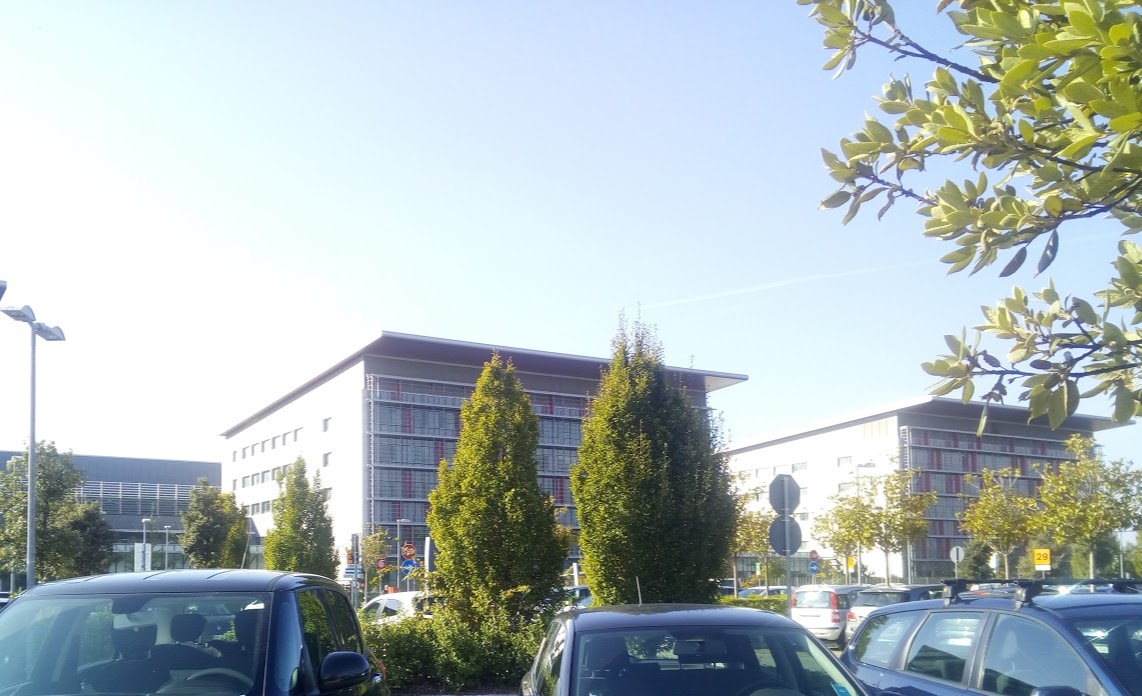
Ospedale Papa Giovanni XXIII di Bergamo

- Ospedale "Papa Giovanni XXIII" di Bergamo;
- Ospedale "Humanitas Gavazzeni" di Bergamo;
- Ospedale "Pesenti Fenaroli" di Alzano Lombardo;
- Ospedale "F.M. Passi" di Calcinate;
- Ospedale "Briolini" di Gazzaniga;
- Ospedale "Santi Capitanio e Gerosa" di Lovere;
- Policlinico "San Marco" di Osio Sotto;
- Ospedale "M.O. A. Locatelli" di Piario;
- Policlinico "San Pietro" di Ponte San Pietro;
- Ospedale "SS. Trinità" di Romano di Lombardia;
- Ospedale Civile di San Giovanni Bianco;
- Ospedale "Faccanoni" di Sarnico;
- Ospedale "Bolognini" di Seriate;
- Ospedale "San Isidoro" di Trescore Balneario;
- Ospedale "Treviglio-Caravaggio" di Treviglio.

## Geografia antropica

### Comunità montane e territoriali
Il territorio della provincia è composto da Comunità montane o territoriali.
Le Comunità montane o territoriali sono le seguenti :
- Hinterland bergamasco;
- Comunità montana della Valle Seriana;
- Comunità montana della Valle Brembana;
- Comunità montana della Valle Imagna;
- Comunità montana di Scalve;
- Comunità montana dei Laghi Bergamaschi e aree limitrofe;
- Comunità montana del Lario Orientale e della Valle San Martino;
- Comunità territoriale dell'Isola Bergamasca;
- Comunità territoriale della Bassa Bergamasca.

### Zone omogenee
Il territorio della provincia, con Decreto del presidente della provincia 24 marzo 2016, n. 48, il territorio bergamasco è stato suddiviso in undici zone omogenee:

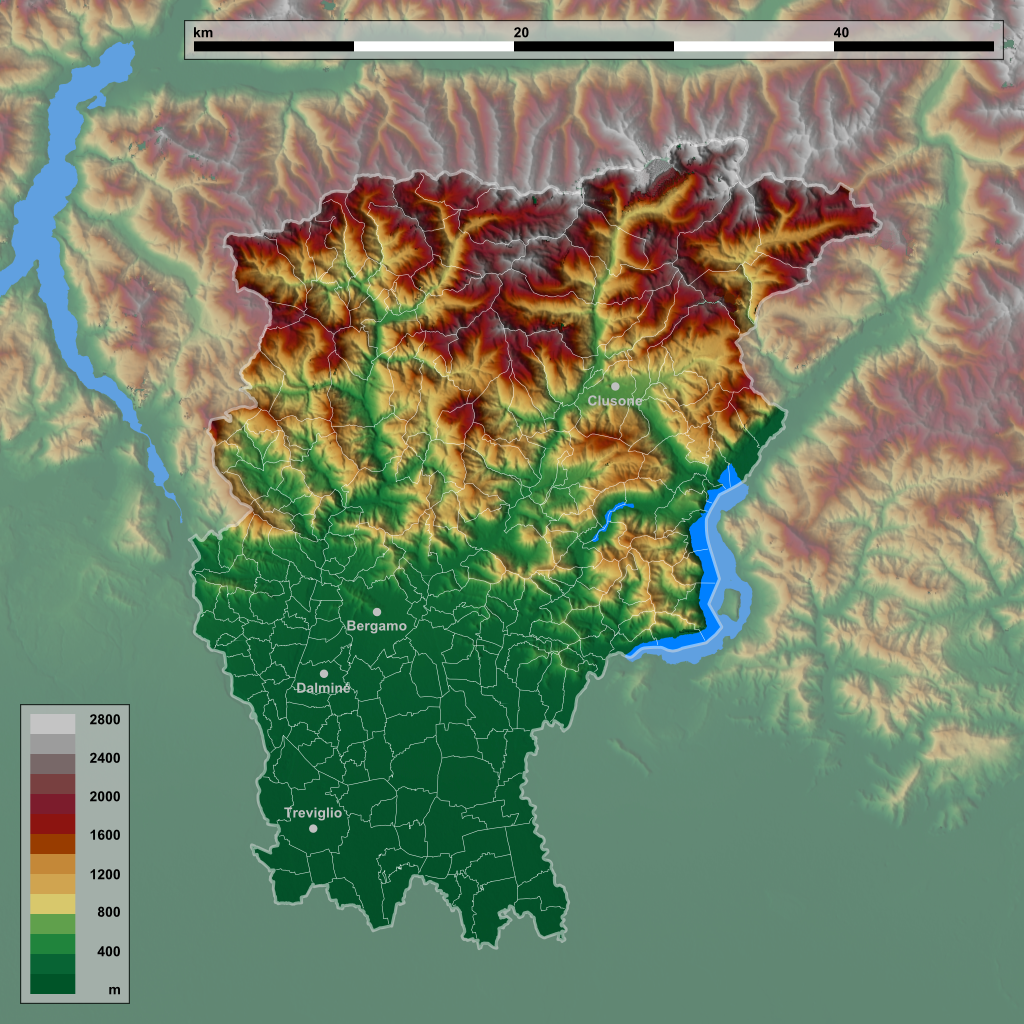
Mappa topografica della Provincia di Bergamo

| Denominazione                   | Popolazione (ab) | Superficie (km²) | Densità (ab/km²) | N° comuni | Capoluogo           | Mappa |
| ------------------------------- | ---------------- | ---------------- | ---------------- | --------- | ------------------- | ----- |
| Zona 1 - Area Urbana di Bergamo | 282 419          | 177,03           | 1595             | 23        | Bergamo             |       |
| Zona 2 - Laghi Bergamaschi      | 117 616          | 336,81           | 349              | 42        | Lovere              |       |
| Zona 3 - Valle Seriana          | 95 601           | 612,12           | 156              | 33        | Clusone             |       |
| Zona 4 - Val di Scalve          | 4 277            | 140,89           | 30               | 4         | Vilminore di Scalve |       |
| Zona 5 - Valle Brembana         | 42 530           | 646,78           | 66               | 37        | Piazza Brembana     |       |
| Zona 6 - Valle Imagna           | 32 237           | 102,74           | 314              | 16        | Sant'Omobono Terme  |       |
| Zona 7 - Isola Bergamasca       | 133 172          | 131,29           | 1014             | 24        | Ponte San Pietro    |       |
| Zona 8 - Hinterland Sud         | 94 818           | 86,96            | 1090             | 11        | Dalmine             |       |
| Zona 9 - Pianura Est            | 84 392           | 199,21           | 424              | 17        | Romano di Lombardia |       |
| Zona 10 - Pianura Ovest         | 110 894          | 179,87           | 617              | 18        | Treviglio           |       |
| Zona 11 - Seriatese-Grumellese  | 110 897          | 132,22           | 839              | 17        | Seriate             |       |

### Comuni
Appartengono alla provincia di Bergamo i seguenti 243 comuni:
- Adrara San Martino
- Adrara San Rocco
- Albano Sant'Alessandro
- Albino
- Algua
- Almenno San Bartolomeo
- Almenno San Salvatore
- Almè
- Alzano Lombardo
- Ambivere
- Antegnate
- Arcene
- Ardesio
- Arzago d'Adda
- Averara
- Aviatico
- Azzano San Paolo
- Azzone
- Bagnatica
- Barbata
- Bariano
- Barzana
- Bedulita
- Berbenno
- Bergamo
- Berzo San Fermo
- Bianzano
- Blello
- Bolgare
- Boltiere
- Bonate Sopra
- Bonate Sotto
- Borgo di Terzo
- Bossico
- Bottanuco
- Bracca
- Branzi
- Brembate
- Brembate di Sopra
- Brignano Gera d'Adda
- Brumano
- Brusaporto
- Calcinate
- Calcio
- Calusco d'Adda
- Calvenzano
- Camerata Cornello
- Canonica d'Adda
- Capizzone
- Capriate San Gervasio
- Caprino Bergamasco
- Caravaggio
- Carobbio degli Angeli
- Carona
- Carvico
- Casazza
- Casirate d'Adda
- Casnigo
- Cassiglio
- Castel Rozzone
- Castelli Calepio
- Castione della Presolana
- Castro
- Cavernago
- Cazzano Sant'Andrea
- Cenate Sopra
- Cenate Sotto
- Cene
- Cerete
- Chignolo d'Isola
- Chiuduno
- Cisano Bergamasco
- Ciserano
- Cividate al Piano
- Clusone
- Colere
- Cologno al Serio
- Colzate
- Comun Nuovo
- Corna Imagna
- Cornalba
- Cortenuova
- Costa Valle Imagna
- Costa Volpino
- Costa di Mezzate
- Costa Serina
- Covo
- Credaro
- Curno
- Cusio
- Dalmine
- Dossena
- Endine Gaiano
- Entratico
- Fara Gera d'Adda
- Fara Olivana con Sola
- Filago
- Fino del Monte
- Fiorano al Serio
- Fontanella
- Fonteno
- Foppolo
- Foresto Sparso
- Fornovo San Giovanni
- Fuipiano Valle Imagna
- Gandellino
- Gandino
- Gandosso
- Gaverina Terme
- Gazzaniga
- Ghisalba
- Gorlago
- Gorle
- Gorno
- Grassobbio
- Gromo
- Grone
- Grumello del Monte
- Isola di Fondra
- Isso
- Lallio
- Leffe
- Lenna
- Levate
- Locatello
- Lovere
- Lurano
- Luzzana
- Madone
- Mapello
- Martinengo
- Medolago
- Mezzoldo
- Misano di Gera d'Adda
- Moio de' Calvi
- Monasterolo del Castello
- Montello
- Morengo
- Mornico al Serio
- Mozzanica
- Mozzo
- Nembro
- Olmo al Brembo
- Oltre il Colle
- Oltressenda Alta
- Oneta
- Onore
- Orio al Serio
- Ornica
- Osio Sopra
- Osio Sotto
- Pagazzano
- Paladina
- Palazzago
- Palosco
- Parre
- Parzanica
- Pedrengo
- Peia
- Pianico
- Piario
- Piazza Brembana
- Piazzatorre
- Piazzolo
- Pognano
- Ponte Nossa
- Ponte San Pietro
- Ponteranica
- Pontida
- Pontirolo Nuovo
- Pradalunga
- Predore
- Premolo
- Presezzo
- Pumenengo
- Ranica
- Ranzanico
- Riva di Solto
- Rogno
- Romano di Lombardia
- Roncobello
- Roncola
- Rota d'Imagna
- Rovetta
- San Giovanni Bianco
- San Paolo d'Argon
- San Pellegrino Terme
- Sant'Omobono Terme
- Santa Brigida
- Sarnico
- Scanzorosciate
- Schilpario
- Sedrina
- Selvino
- Seriate
- Serina
- Solto Collina
- Solza
- Songavazzo
- Sorisole
- Sotto il Monte Giovanni XXIII
- Sovere
- Spinone al Lago
- Spirano
- Stezzano
- Strozza
- Suisio
- Taleggio
- Tavernola Bergamasca
- Telgate
- Terno d'Isola
- Torre Boldone
- Torre de' Busi
- Torre Pallavicina
- Torre de' Roveri
- Trescore Balneario
- Treviglio
- Treviolo
- Ubiale Clanezzo
- Urgnano
- Valbondione
- Val Brembilla
- Valbrembo
- Valgoglio
- Valleve
- Valnegra
- Valtorta
- Vedeseta
- Verdellino
- Verdello
- Vertova
- Viadanica
- Vigano San Martino
- Vigolo
- Villa d'Adda
- Villa d'Almè
- Villa d'Ogna
- Villa di Serio
- Villongo
- Vilminore di Scalve
- Zandobbio
- Zanica
- Zogno

#### Comuni più popolosi

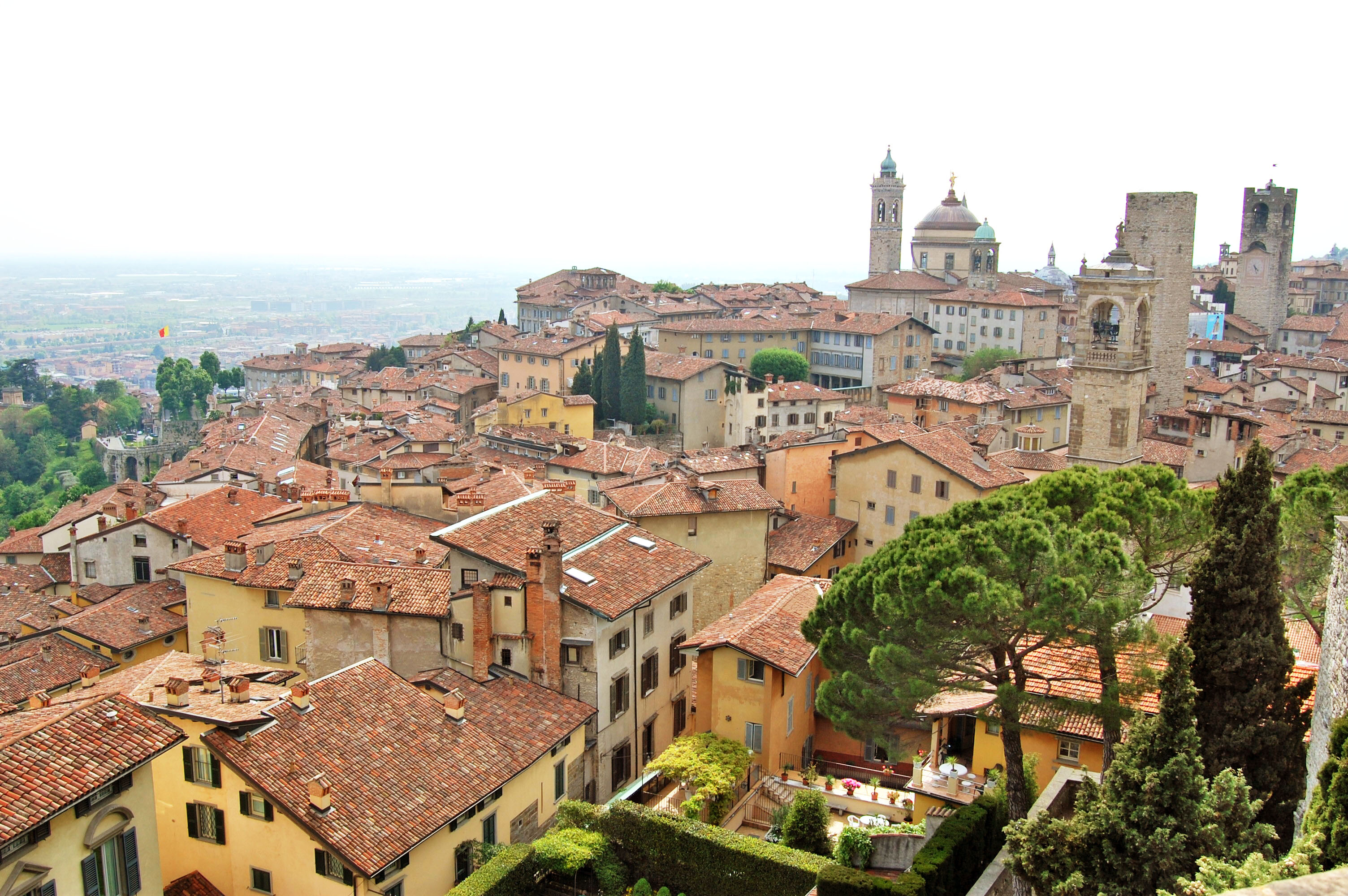
Bergamo

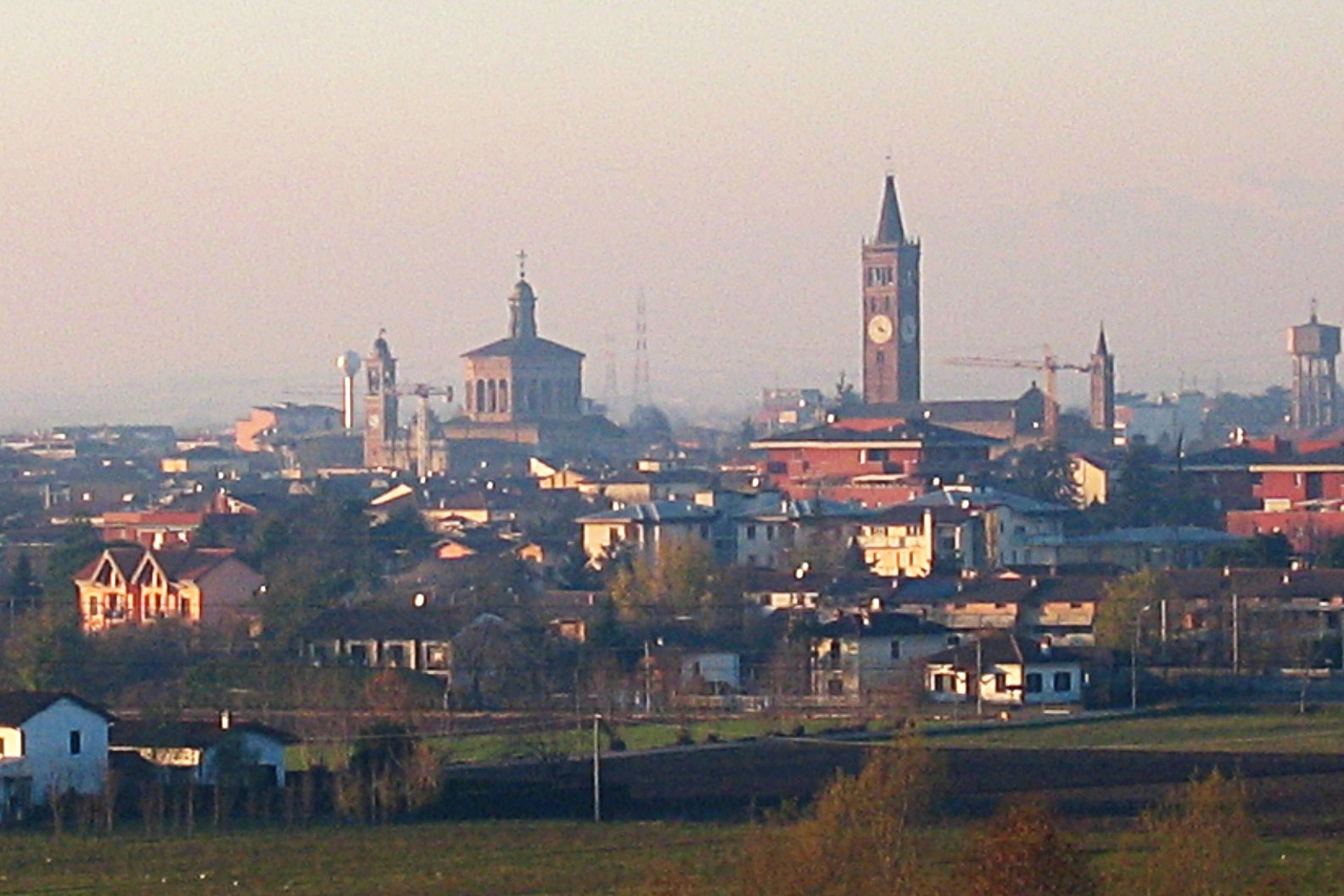
Treviglio

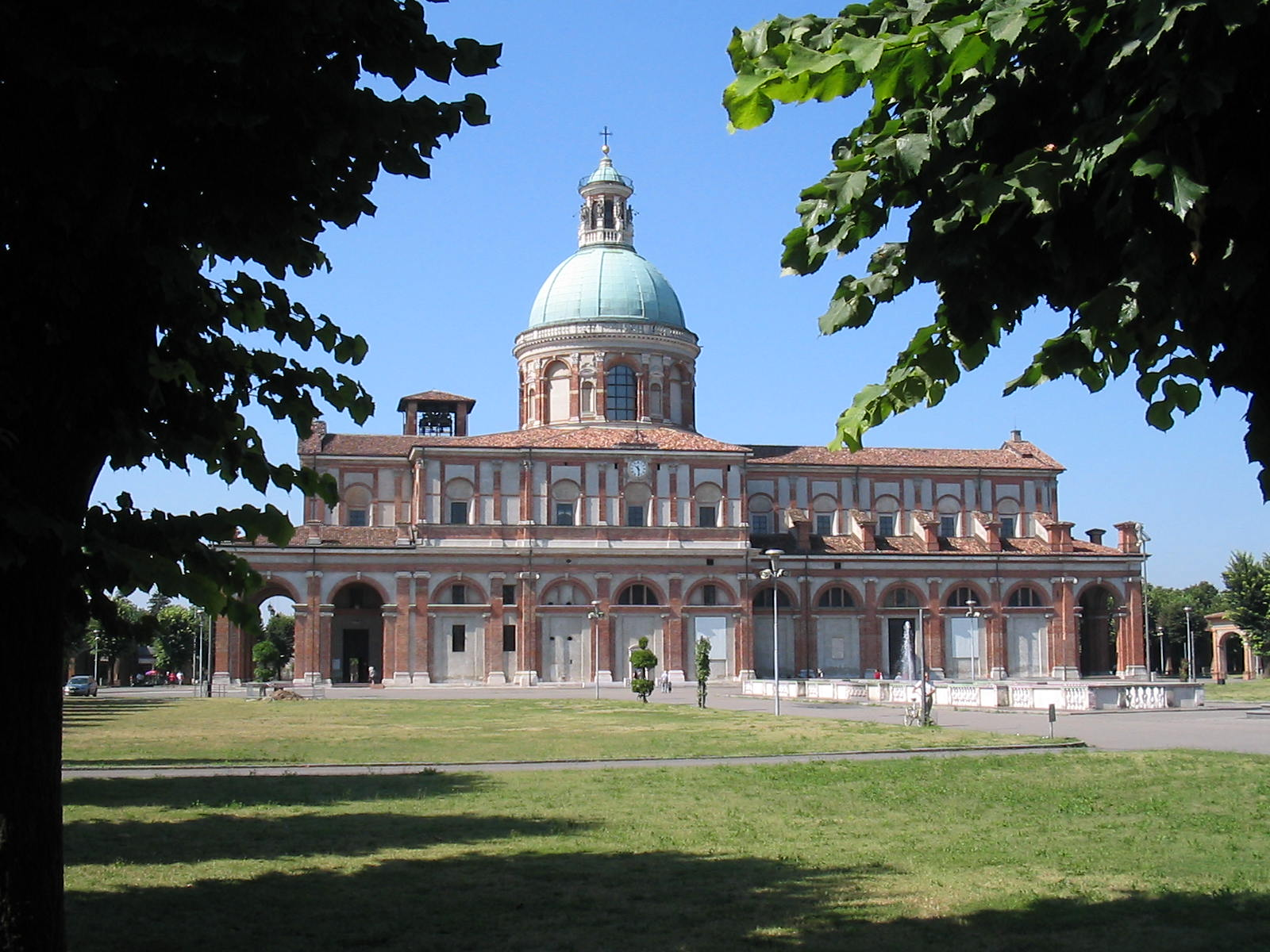
Santuario di Caravaggio

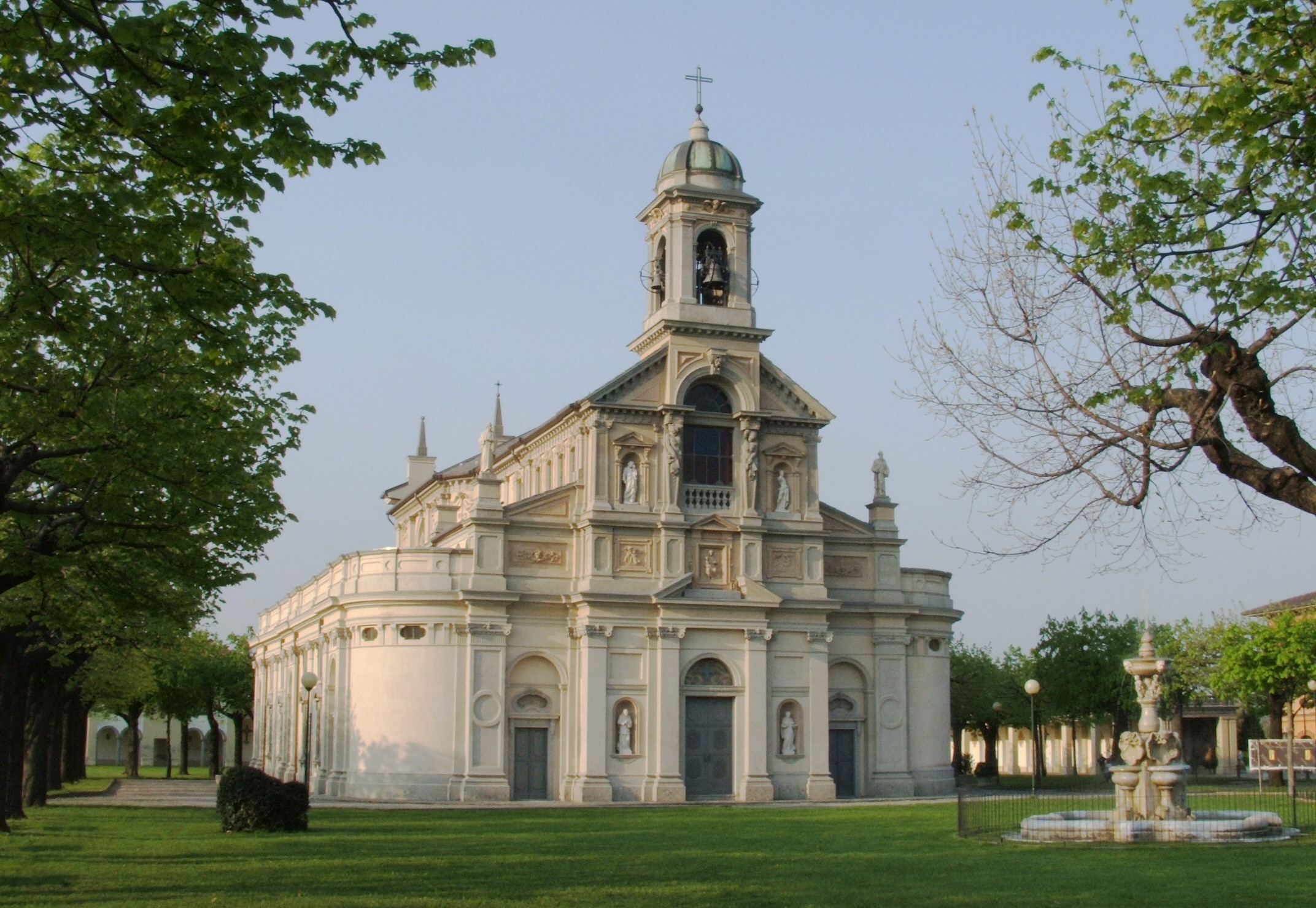
Madonna dei Campi, Stezzano

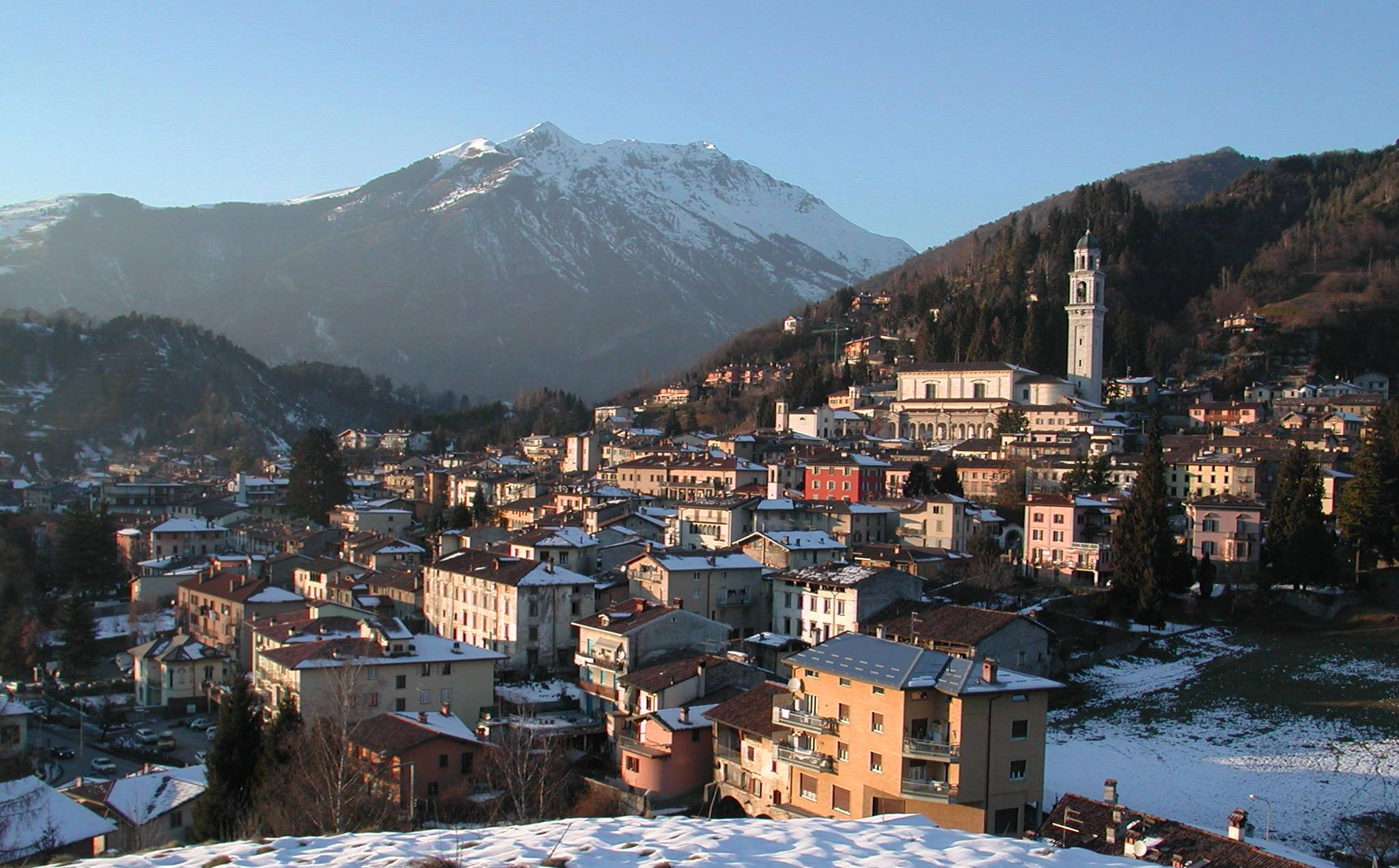
Clusone

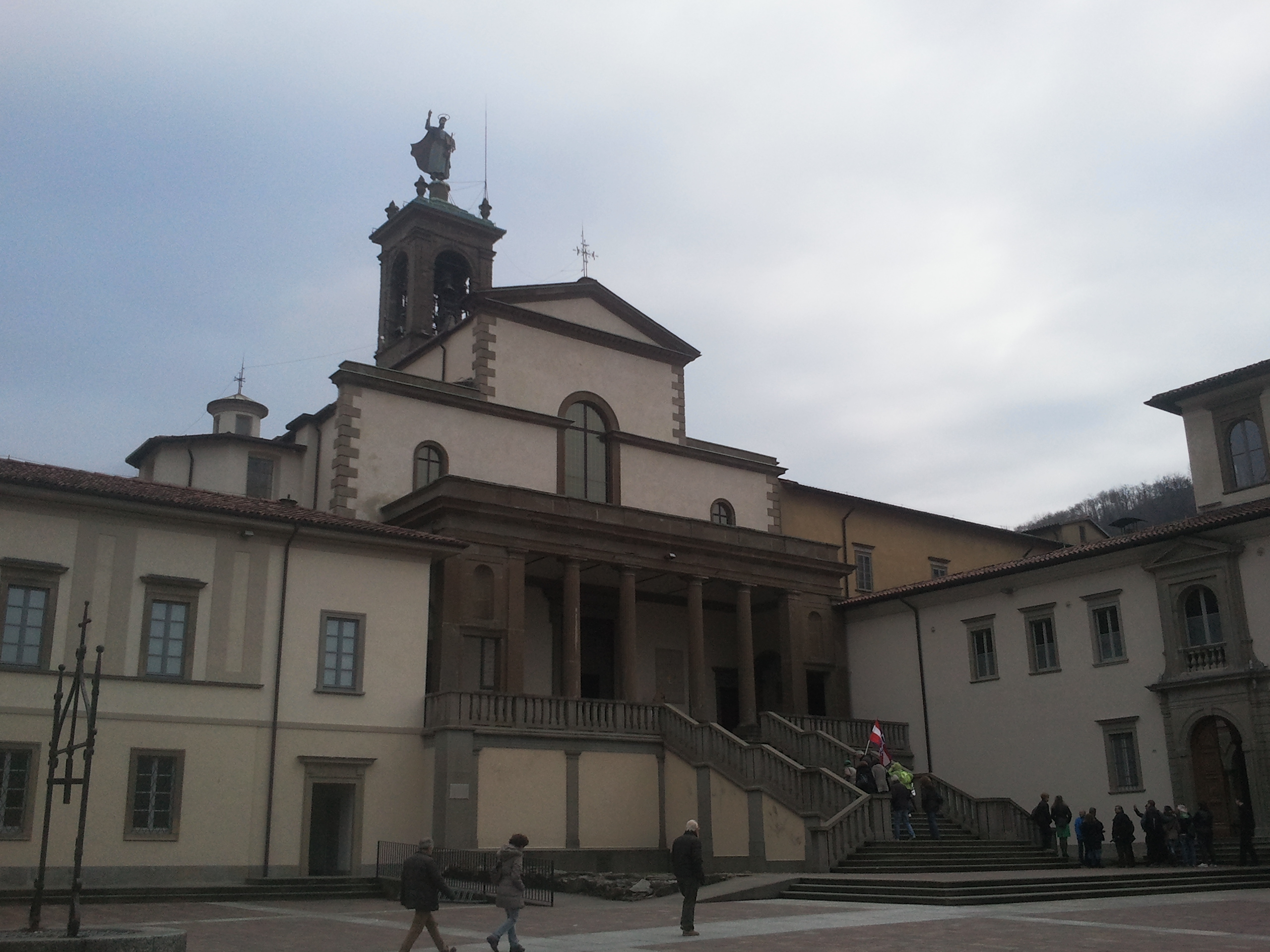
Abbazia di Pontida

Di seguito è riportata la lista dei dieci comuni della provincia di Bergamo per popolazione:
| Pos. | Stemma | Comune di           | Popolazione (ab) | Superficie (km²) | Densità (ab/km²) | Altitudine (m s.l.m.) | Titolo di città |
| ---- | ------ | ------------------- | ---------------- | ---------------- | ---------------- | --------------------- | --------------- |
| 1º   |        | Bergamo             | 120 661          | 40,16            | 3006             | 249                   | 1815            |
| 2º   |        | Treviglio           | 31 374           | 32,22            | 971              | 125                   | 1960            |
| 3º   |        | Seriate             | 25 626           | 12,53            | 2041             | 247                   | 1989            |
| 4º   |        | Dalmine             | 23 697           | 11,81            | 2002             | 207                   | 1994            |
| 5º   |        | Romano di Lombardia | 20 923           | 19,38            | 1074             | 120                   | 1962            |
| 6º   |        | Albino              | 17 572           | 31,81            | 552              | 342                   | 1991            |
| 7º   |        | Caravaggio          | 16 427           | 33,39            | 490              | 111                   | 1954            |
| 8º   |        | Stezzano            | 13 784           | 9,37             | 1462             | 211                   | –               |
| 9º   |        | Alzano Lombardo     | 13 474           | 13,68            | 986              | 304                   | 1991            |
| 10º  |        | Osio Sotto          | 12 833           | 7,59             | 1678             | 182                   | –               |

#### Comuni alle estremità geografiche
| Stemma | Comune            | Latitudine e longitudine | Estremità geografica |
| ------ | ----------------- | ------------------------ | -------------------- |
|        | Valbondione       | 46°05′29″N 10°05′45″E    | Nord                 |
|        | Fontanella        | 45°25′20″N 9°47′13″E     | Sud                  |
|        | Schilpario        | 46°01′15″N 10°15′44″E    | Est                  |
|        | Cisano Bergamasco | 45°45′38″N 9°26′45″E     | Ovest                |

## Infrastrutture e trasporti

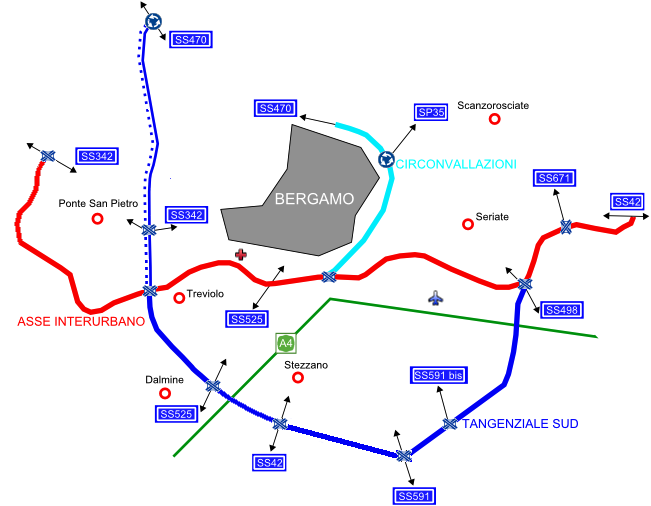
Mappa del sistema viario suburbano e extraurbano di Bergamo con i tratti in esercizio e quelli in progetto

### Strade
La provincia di Bergamo dispone di numerose strade statali e strade provinciali.
Per via della posizione centrale all'interno della provincia, le strade che si allontanano dal capoluogo verso le valli hanno una struttura a raggiera che converge sul capoluogo. Bergamo dispone di una circonvallazione esterna, di un asse interurbano che passa a sud della città, collegando Albano Sant'Alessandro a Mapello e di una tangenziale, la Tangenziale Sud di Bergamo. Ancora più a sud passa la strada statale "Francesca", che collega Calcinate a Canonica d'Adda e infine, ancora più a sud, la strada statale 11 Padana Superiore attraversa l'abitato di Treviglio.

Tratto autostradale dell'Autostrada A4

La provincia è attraversata da ovest a est dall'autostrada A4 Torino - Trieste; le uscite nella provincia di Bergamo sono: Capriate, Dalmine, Bergamo, Seriate, Grumello - Telgate e Ponte Oglio.
| TORINO - TRIESTE Serenissima |                                      |       |      |           |
| Tipo                         | Indicazione                          | ↓km↓  | Note | Provincia |
|                              | Capriate                             | 160,3 |      | BG        |
|                              | Area Servizio Bidirezionale "Brembo" | 165,7 |      | BG        |
|                              | Dalmine                              | 167,4 |      | BG        |
|                              | Bergamo Orio al Serio                | 172,1 |      | BG        |
|                              | Seriate                              | 178,7 |      | BG        |
|                              | Grumello - Telgate                   | 187,3 |      | BG        |

Lungo il territorio provinciale è inoltre sita l'autostrada A35 (Brescia-Bergamo-Milano), che attraversa la bassa bergamasca da ovest a est. Il tratto autostradale in questione costituisce un collegamento diretto tra le città di Milano e Brescia, via Treviglio. Gli svincoli presenti in provincia sono quelli di Calcio, Romano di Lombardia, Bariano, Caravaggio, Treviglio.
| BRESCIA - MILANO BreBeMi |                     |      |      |           |
| Tipo                     | Indicazione         | ↓km↓ | Note | Provincia |
|                          | Calcio              | 18,0 |      | BG        |
|                          | Romano di Lombardia | 25,0 |      | BG        |
|                          | Bariano             | 29,3 |      | BG        |
|                          | Caravaggio          | 35,0 |      | BG        |
|                          | Treviglio           | 39,2 |      | BG        |

La provincia è altresì interessata dal percorso della strada statale 42 del Tonale e della Mendola; le Strade provinciali della provincia di Bergamo comprendono le strade ex Statali divenute Provinciali con il decreto legislativo n. 112 del 1998 e la Legge Regionale n. 1 del 2000.

### Ferrovie e tranvie
Il principale nodo ferroviario è la stazione di Bergamo, posta sulla linea Lecco-Brescia e capolinea delle linee per Milano e per Seregno.
La provincia è attraversata anche dalla linea Milano-Venezia, a quattro binari nel tratto che va da Milano a Treviglio, e per un breve tratto dalla Treviglio-Cremona. La parte meridionale della provincia è attraversata dalla ferrovia ad alta velocità Milano-Verona.
Per quanto riguarda il trasporto tranviario, è attiva la linea T1 Bergamo-Albino.
In passato il territorio provinciale era capillarmente servito da un'estesa rete di relazioni ferrotranviarie costituita dalle seguenti linee:
- Ferrovia della Valle Seriana
- Ferrovia della Valle Brembana
- Tranvia Monza-Trezzo-Bergamo
- Tranvia Bergamo-Albino
- Tranvia Bergamo-Trescore-Sarnico
- Tranvia Trescore-Lovere
- Tranvia Bergamo-Soncino
- Tranvia Lodi-Treviglio-Bergamo

### Trasporto lacustre
In provincia di Bergamo è possibile praticare la navigazione lacustre, in particolare sul lago d'Iseo, a pochi chilometri da Bergamo, Brescia e dagli aeroporti di Orio al Serio e Milano Linate.
Il porto più importante del lago è quello di Lovere, attrezzato come porto commerciale per la vicina fabbrica siderurgica. La navigazione lacustre offre collegamenti di linea ed escursioni sul Lago che durante i mesi di luglio e agosto comprendono anche visite guidate.

### Trasporto aereo
Nella provincia si trovano gli aeroporti di Bergamo-Orio al Serio, che serve destinazioni italiane, europee ed extra-europee e quello di Valbrembo, da tempo utilizzato come aeroclub volovelistico.

#### Aeroporti
L'Aeroporto di Bergamo-Orio al Serio, sito a 5 chilometri da Bergamo fu costruito nel 1939 e utilizzato come aeroporto militare fino al 1970. In quell'anno venne fondata la S.A.C.B.O., l'ente di gestione, e prese avvio l'attività civile, che in poco tempo divenne prevalente; dal 1978, dopo lo scioglimento del reparto volo dell'Aeronautica, l'attività civile divenne quella esclusiva.
Alla fine degli anni novanta Orio al Serio ha visto un'accelerazione notevole di attività in relazione all'apertura del grande aeroporto di Malpensa. Ciò ha comportato un'intensa opera di adeguamento delle infrastrutture ai ritmi di crescita.
A partire dal 2001, grazie agli elevati standard di servizio raggiunti negli ultimi anni, l'aeroporto ottiene da parte della TUV la Certificazione di Qualità del settore passeggeri e aumenta il numero di compagnie aeree low cost presenti nello scalo, con un notevole aumento del traffico. La crescita di Orio al Serio dal 2002 coinvolge anche le Regional Airlines, più orientate verso il traffico business.
Nel 2019 l'aeroporto di Orio al Serio ha raggiunto i 13 857 257 di passeggeri e le 118 964 tonnellate di merce trasportata. Queste cifre posizionano lo scalo al 3º posto della classifica degli aeroporti italiani per traffico passeggeri e merci. La forte crescita degli ultimi anni è dovuta principalmente all'utilizzo dello scalo orobico come base di molte compagnie di voli low cost.

## Amministrazioni
La provincia di Bergamo, come molte province lombarde, è caratterizzata da un numero elevatissimo di comuni (243) e di conseguenza da un alto frazionamento amministrativo. Nel 1992 sei suoi comuni (Valle San Martino) sono passati alla nuova provincia di Lecco (Calolziocorte, Carenno, Erve, Monte Marenzo, Torre de' Busi, Vercurago). Nel 2017, il comune di Torre de' Busi torna nella Provincia Orobica.

### Gemellaggi
La provincia di Bergamo è gemellata con:
- Lioni, dal 1980[33]
- Bengbu, dal 1988[34]
- Ludwigsburg, dal 2002[35]